# Marie-Thérèse de La Ferté-Imbault
Pour les articles homonymes, voir La Ferté (homonymie).
Marie-Thérèse d'Estampes de La Ferté-Imbault est une salonnière française né le 20 avril 1715 à Paris, morte le 15 mai 1791 à Paris. Actionnaire de la Manufacture royale de glaces de miroirs par héritage paternel, elle usa de ses fréquentations de la cour de Louis XV – elle fut notamment proche de Marie-Louise de Rohan, gouvernante des enfants royaux, et de deux ministres, le comte de Maurepas et le cardinal de Bernis – pour obtenir le renouvellement des privilèges de la manufacture dans la seconde moitié du XVIIIe siècle.
Dans le portrait qu'en a brossé Jean-Marc-Nattier en 1740, analyse Benedetta Craveri, « l'élégant domino de soie qu'elle porte et le loup noir qu'elle tient dans la main droite présagent une personnalité qui aime les travestissements et qui a choisi d'interpréter une foule de rôles sur la scène du spectacle mondain, en se plaçant, comme elle le dira elle-même, tantôt sous le signe de la raison, tantôt sous celui de la déraison ».

## Biographie

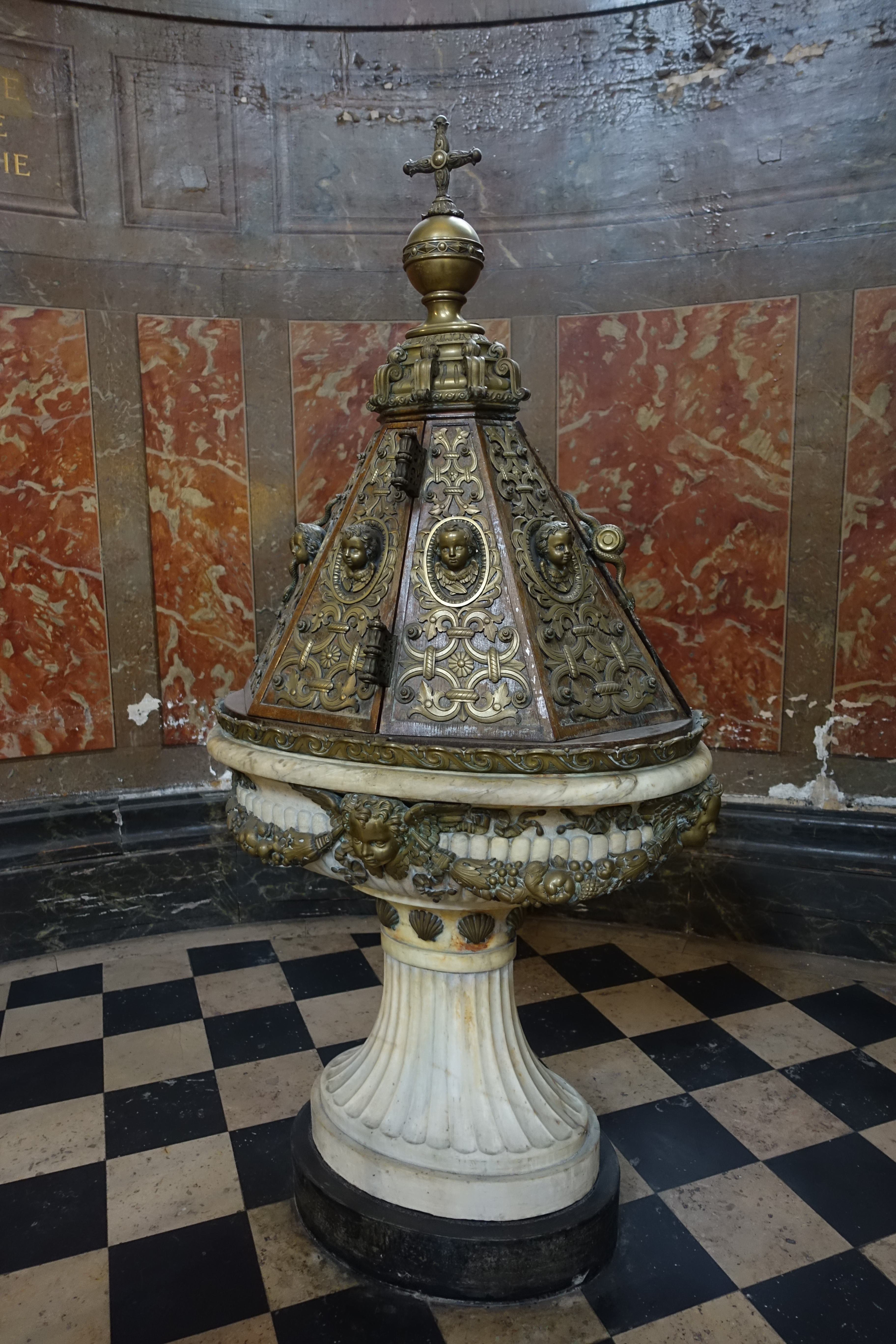
Fonts baptismaux, église Saint-Roch de Paris

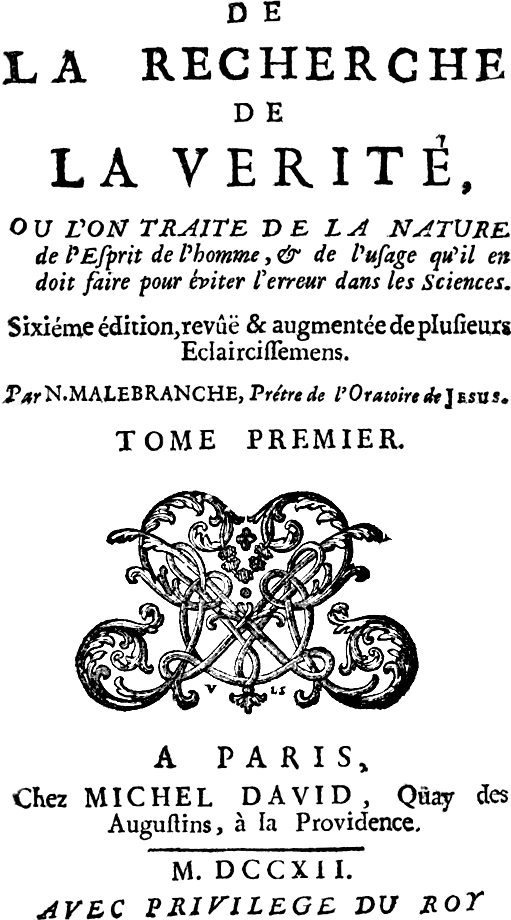
Malebranche, De la recherche de la vérité

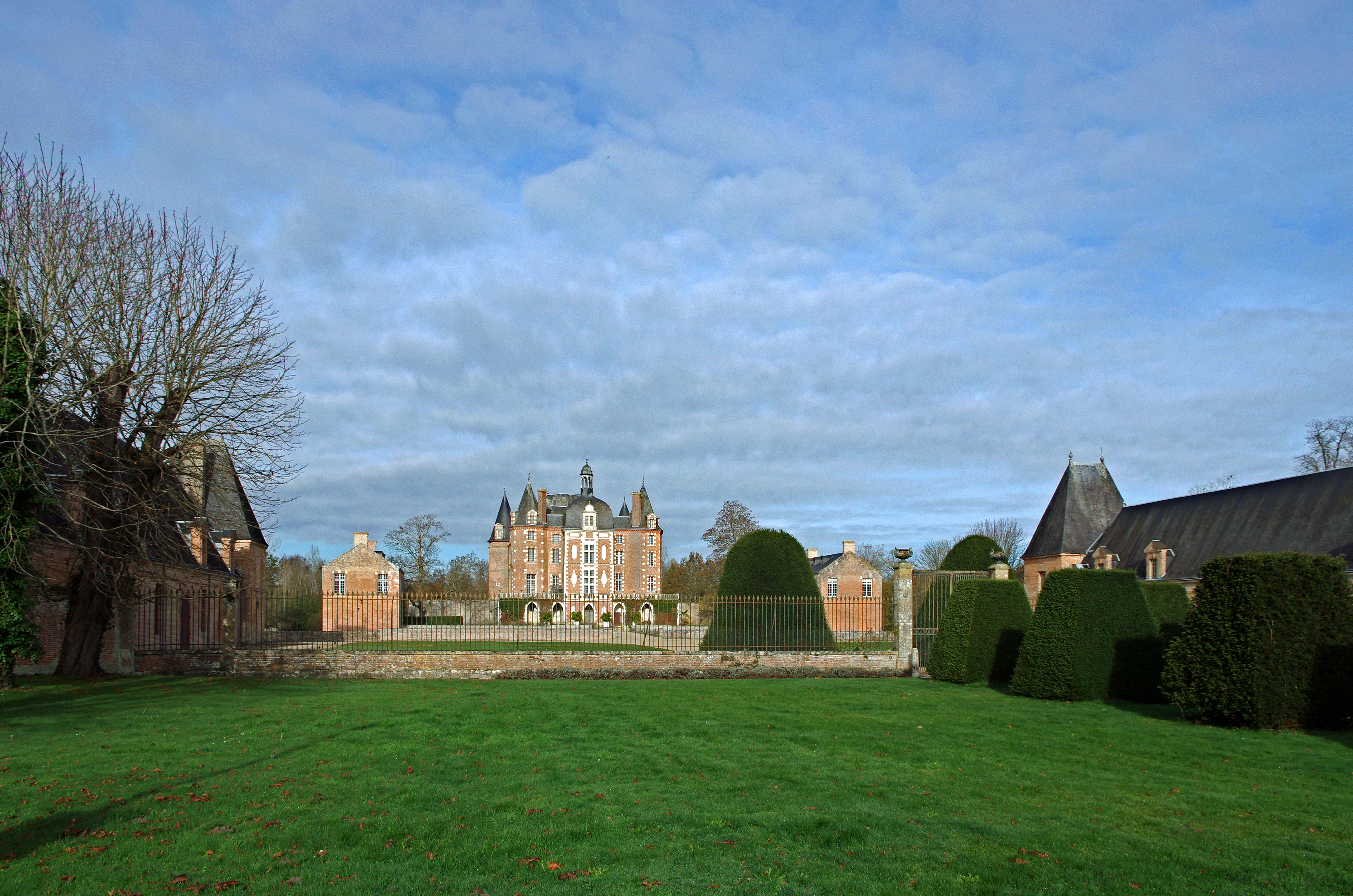
Château de La Ferté-Imbault

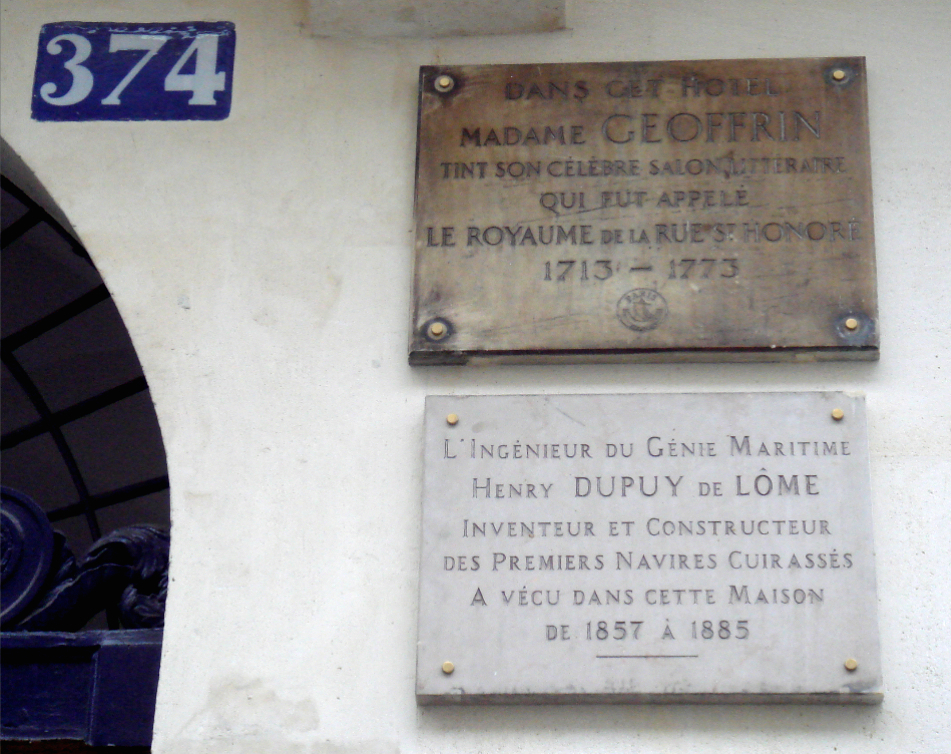
374, rue Saint-Honoré

### Contexte familial et éducation
Marie-Thérèse naît le 20 avril 1715 - elle est baptisée le même jour dans la proche et nouvelle église Saint-Roch de Paris - du mariage de Pierre François Geoffrin († 1749), « commun par l'esprit mais rare par la vertu gothique et par la bonté de son âme, dira-t-elle elle-même », fortuné directeur de la Manufacture royale de glaces de miroirs sise faubourg Saint-Antoine, et de Marie-Thérèse Rodet (1699-1777), « une orpheline de quinze ans, belle et dévote, de trente-quatre ans plus jeune que lui ». Son frère cadet, Louis François, né le 21 août 1717, meurt dans sa cinquième année, faisant d'elle une fille unique. Elle évoquera plus tard dans ses écrits, en date du 20 janvier 1770, le contexte familial qui est celui d'une paix ruinée du fait de l'immixtion d'une redoutable voisine, « l'ambitieuse, l'intrigante, l'amorale » Madame de Tencin : par la fréquentation addictive du salon de cette dernière, « la dévotion de ma mère se changea en passion pour les gens d'esprit, et le germe de son ambition commença à se développer avec beaucoup de rapidité ».
La contrepartie de cette ambiance conflictuelle et délétère est cependant qu'à l'âge de 12 ans Marie-Thérèse voit son éducation intellectuelle confiée à Fontenelle, Montesquieu et l'abbé de Saint-Pierre. Elle restitue : « Messieurs de Fontenelle, de Montesquieu, Monsieur l'abbé de Saint-Pierre s'étaient fait un plaisir de cultiver ma raison et mon esprit suivant la portée de mon âge. Ils avaient vu avec étonnement qu'avec beaucoup de gaieté et infiniment de plaisir à rire j'aimais à la folie les sciences sérieuses et abstraites telles que la morale, la philosophie, la métaphysique et la géométrie ». Sa lecture d'alors du Discours de la méthode de René Descartes, son enthousiasme pour le théâtre de Pierre Corneille, lui serviront ultérieurement à rappeler de façon récurrente le contraste entre sa culture et celle de sa mère, « en soulignant avec une commisération certaine l'absence de toute production intellectuelle de celle-ci ».

### Marquise de La Ferté Imbault
« Fille unique, belle et richement dotée, Mademoiselle Geoffrin est un excellent parti » : elle épouse le 16 février 1733 Philippe-Charles II d'Estampes de La Ferté (1712-1737). Colonel au régiment de Chartres depuis le 2 février 1731 - « colonel par métier, poète par goût, auteur d'une tragédie qui lui avait valu les éloges publics de Voltaire » - celui-ci participe en juin 1734, dans le cadre de la guerre de Succession de Pologne (1733-1738), à la bataille de San Pietro. C'est semble-t-il des suites d'une tuberculose contractée en Italie que, dans un endettement considérable, il meurt le 11 mars 1737, soit le même mois que son propre père. Marie-Thérèse, ne s'étant en fait jamais accommodée ni de ce mari en qui Maurice Hamon ne restitue qu'« un noceur de peu de relief », ni de ce beau-père, Philippe-Charles I, qu'elle dira « tyran, ignorant, bête à manger du foin », pas plus que de sa belle-mère née Jeanne Marie du Plessis-Châtillon (1686-?), « la plus ennuyeuse personne que j'aie jamais connue », confiera, exultant sans détours, que le veuvage lui procure alors « une joie immodérée et embarrassante » : « je m'enfermai quelques jours au couvent pour pouvoir y rire à mon aise et jouir sans témoin de ma liberté reconquise ».
Tout autre est son chagrin lorsque sa seule enfant, Charlotte-Thérèse (1736 - 21 juin 1749), est à son tour emportée par la phtisie dans sa treizième année : l'épreuve, qui a pour effet de lui provoquer une sorte de surdité à l'origine du parler haut et du rire sonore qui lui vaudront le surnom de « Princesse Carillon », la porte à se réfugier dans la lecture des présocratiques, dans celle de Blaise Pascal et surtout dans celle de Nicolas Malebranche, « trouvant chez ce penseur-clé un auteur fréquenté aussi bien par les apologistes que par les auteurs modernes ». Elle confirmera dans ses écrits : « étant née catholique, apostolique et romaine, je suis malebranchienne de cœur et d'esprit », offrant à Marie-Frédérique Pellegrin de discerner là toute la fracture philosophique d'avec madame Geoffrin, protectrice des encyclopédistes,.
Son mariage sans joie a cependant fait d'elle une personne de la haute noblesse et lui ouvrira ainsi des portes - qui resteront fermées à Madame Geoffrin - derrière lesquelles elle trouvera ses meilleures amies. Ce sont les précepteurs de Marie-Thérèse, Fontenelle et l'abbé de Saint-Pierre qui recommandent alors à la comtesse Jérôme Phélypeaux de Pontchartrain, née Hélène Rosalie Angélique de l'Aubespine, de faire connaissance avec elle afin de la lier à ses deux filles du même âge qu'elle, Marie Louise Rosalie (1714-1780), marquise de Conflans par son mariage avec Maximilien Emmanuel de Watteville, et Hélène Françoise Angélique (1715-1781), duchesse de Nivernais par son mariage avec Louis-Jules Mancini-Mazarini. On la verra se lier également, entre autres, à Louise-Adélaïde de Bourbon ou Marie-Louise de Rohan, s'offrant plus tard de résumer ainsi sa vie : « étant devenue libre et veuve à 21 ans, je me suis livrée au grand monde et à la dissipation (que j'aime jusqu'à un certain point) et j'ai fait un voyage complet à la cour et à la ville dans tout ce qui est appelé "la bonne compagnie" ». Elle laisse en 1748 le château de La Ferté-Imbault, où elle aura peu séjourné mais où elle aura aimé « la fraîcheur des grands marronniers qui étendent leurs ombrages à l'extrémité des communs », à Sophie, sœur de Charles-Philippe et dernière descendante du nom, qui épousera Alexis Bertrand Le Conte de Nonant, président au Parlement de Normandie.

### 374, rue Saint-Honoré

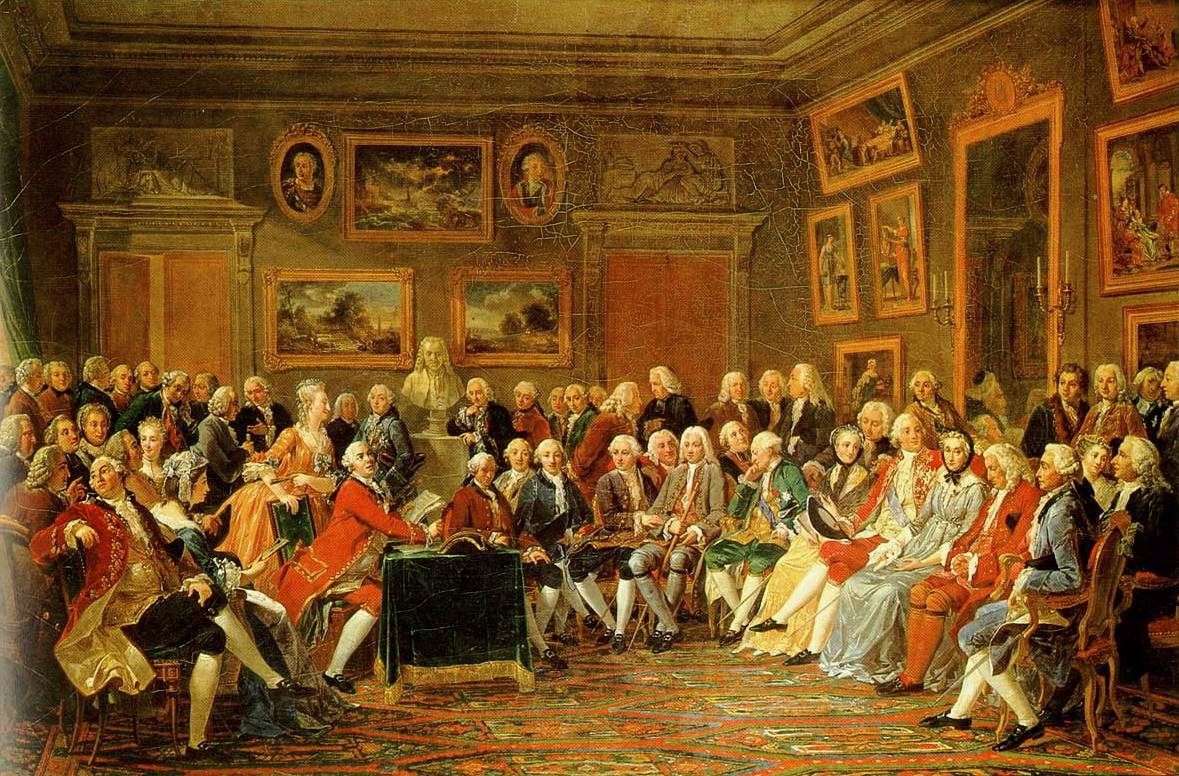
Anicet Charles Gabriel Lemonnier, Lecture de la tragédie de L'Orphelin de la Chine de Voltaire dans le salon de Madame Geoffrin, château de Malmaison

C'est en 1727 que madame Geoffrin constitue sa première « société » dans l'hôtel que son mari vient de faire construire rue Saint-Honoré : le salon de madame de Tencin lui avait « ouvert les portes d'un monde inconnu, suppléant l'éducation qui lui avait manqué, l'initiant à la vie intellectuelle et offrant une issue honnête à l'ennui qui accablait sa vie... L'obscure bourgeoise qui, jusque-là, n'avait fréquenté que les dévots de la paroisse, découvrait à la fois les plaisirs de la vie intellectuelle et l'importance qu'y jouait le beau sexe ». Négligeant l'opposition de son mari, elle mène son projet en ouvrant son salon à des penseurs, majoritairement encyclopédistes, comme Jean d'Alembert, Jean-Jacques Dortous de Mairan, Charles Pinot Duclos, Friedrich Melchior Grimm, Claude Adrien Helvétius, Paul Thiry d'Holbach, Jean-François Marmontel, l'abbé Raynal, Jean Baptiste Antoine Suard ou Nicolas-Charles-Joseph Trublet, à des peintres comme François Boucher, Jean-Baptiste Greuze ou Hubert Robert, à des graveurs comme Charles-Nicolas Cochin, à des architectes comme Jacques-Germain Soufflot. Au décès de sa voisine en 1749, tous les habitués du salon de celle-ci sont ainsi attirés chez elle.
Marie-Thérèse, « en témoin des dissensions conjugales, souffre des humiliations portées à son père, ayant exactement son caractère et éprouvant une aversion machinale pour celui de sa mère ». Madame Geoffrin ne possède pas la dimension intellectuelle l'autorisant à une prise de parole appropriée aux rencontres qu'elle organise et, de fait, elle s'en abstient : Jean-François Marmontel, à qui des propos excessifs et imprudents tenus en ce lieu vaudront dix jours d'emprisonnement à la Bastille, se souviendra dans ses Mémoires de « son attachement à présider, à surveiller, à tenir sous sa main ces sociétés naturellement libres, à marquer des limites à cette liberté et à l'y ramener par un mot, par un geste comme un fil invisible ». Marie-Thérèse elle-même lui concède son adresse : « elle a le tact si fin pour tout ce qui peut avoir des inconvénients politiques en étant poussé trop loin, qu'elle fait toujours changer la conversation quand elle sent que le danger va arriver, que j'ai entendu dans ma jeunesse Fontenelle et Montesquieu la louer infiniment pour ce don là. Il lui tient lieu d'instruction et de science qu'elle n'a jamais pu souffrir ».
À sa mort en 1749, Pierre François Geoffrin, qui était entré en 1703 en tant que directeur financier à la Manufacture royale des glaces et miroirs, s'en trouve le premier actionnaire, détenant 13,5% du capital dont héritent sa veuve et sa fille qui s'allient alors, pour en assurer l'administration, au banquier genevois Antoine Saladin de Crans (1725-1811).

### Les amitiés

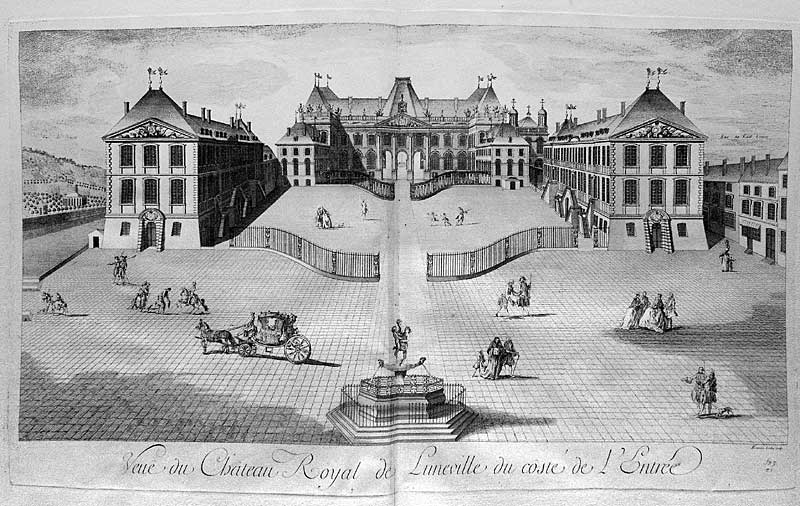
Château de Lunéville

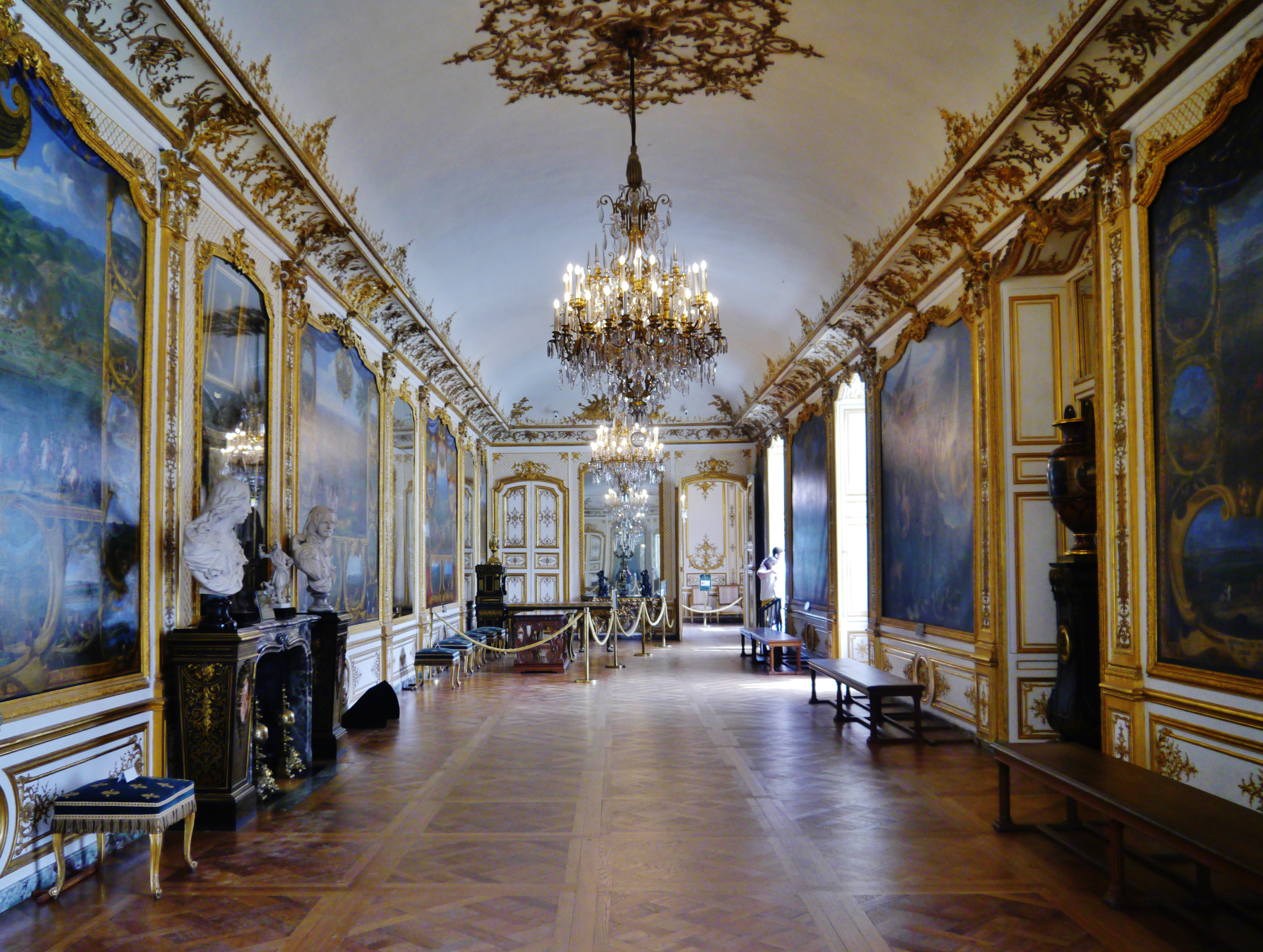
Château de Chantilly

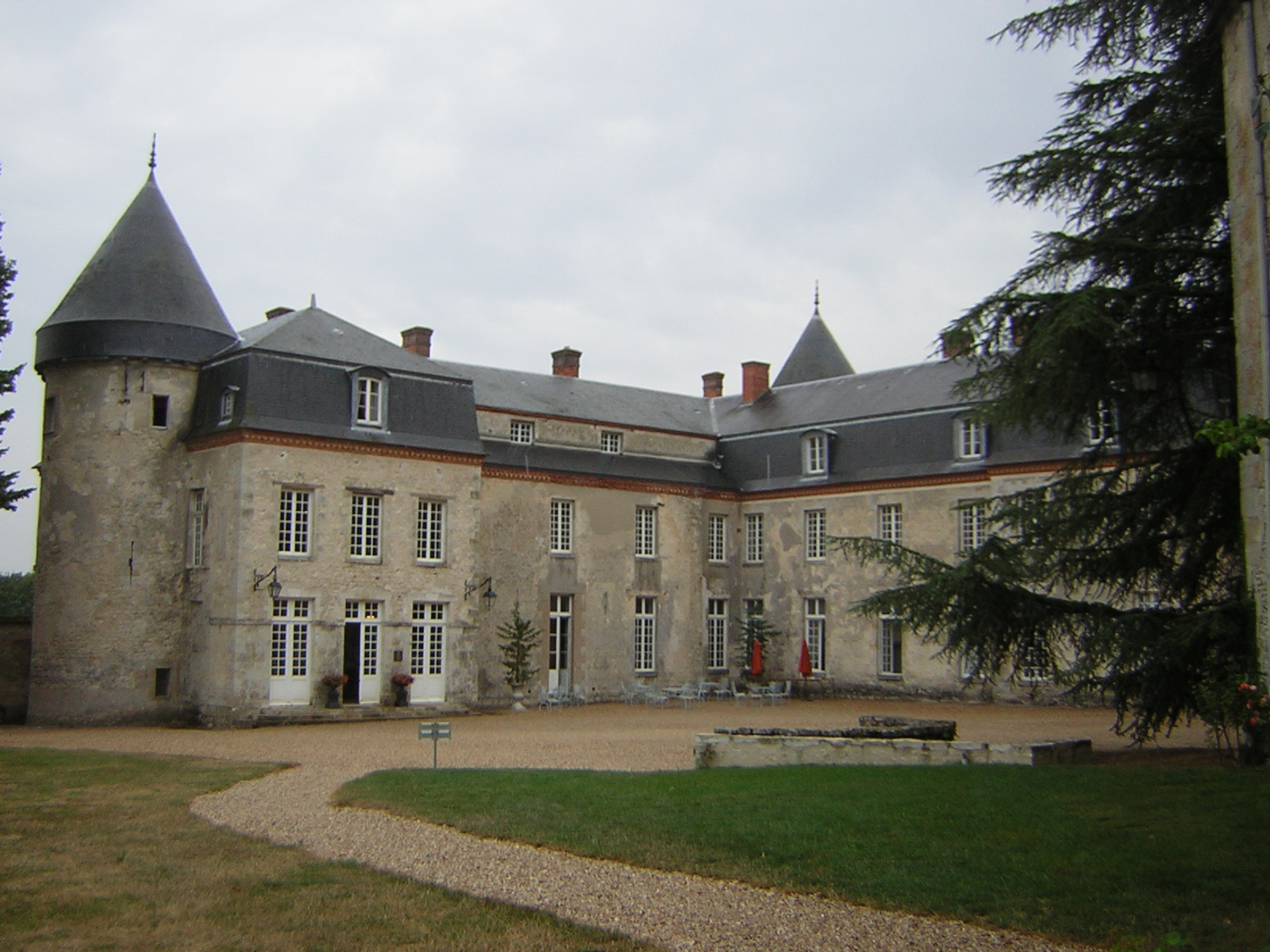
Château de Malesherbes

La mauvaise réputation de Madeleine de La Motte, « belle à miracle », fait qu'entretenir des liens d'amitié avec Jeanne-Antoinette Poisson, sa fille, est jugé inconvenant. Marie-Thérèse, cependant, brave les conformismes par ses visites à Jeanne-Antoinette chez elle, Rue Neuve des Bons-Enfants, et lorsque celle-ci deviendra en 1745 Madame de Pompadour, favorite de Louis XV, elle s'en souviendra avec reconnaissance par des invitations régulières à la cour que, le plus souvent toutefois, Marie-Thérèse déclinera pour se réserver aux visites privées.
En 1747, Marie-Thérèse voyage à deux reprises avec Louise-Adélaïde de Bourbon afin d'aller prendre les eaux à Plombières-les-Bains. Par deux fois, les deux amies sont ainsi invitées chez Stanislas Leszczynski au château de Lunéville, et l'un des deux séjours qui y est initialement prévu pour une durée de trois jours s'étend sur trois semaines. Veuf depuis quelques mois, le père de la reine de France Marie Leszczynska ne résiste pas au charme de ses invitées et s'enflamme pour Marie-Thérèse, s'attarde intimement dans sa chambre afin d'y deviser et de se laisser aller en confidences (« ma femme et ma fille, s'entend-elle ainsi dire, sont les deux reines les plus ennuyeuses que j'aie jamais rencontrées »), la relançant en demandes en mariage qu'elle repousse à chaque fois, refus qu'elle compensera par une longue amitié épistolaire.
Louis V Joseph de Bourbon-Condé n'est âgé que de 16 ans, restitue Marie Thérèse dans ses Mémoires, lorsqu'en 1752 elle prend sous sa protection ce jeune garçon d'un tempérament timide et solitaire. C'est avec reconnaissance qu'il inscrira cette amitié dans la durée en la recevant en son château de Chantilly, qu'il cherchera et trouvera toujours conseils, secours et consolations auprès de celle qui continuera à dire de lui : « il est sûr, loyal et chevaleresque dans toute la conduite de sa vie », pour écrire encore, arrivée dans son grand âge : « après avoir passé ma vie à fréquenter et à voir les autres princes, celui-là est le seul qui m'intéresse et que j'aime ».
Jacqueline Hellegouarc'h cite d'autres grandes amitiés, comme celles de l'archevêque Christophe de Beaumont ou de membres des parlements comme Jean-François Joly de Fleury ou Chrétien Guillaume de Lamoignon de Malesherbes (futur courageux défenseur de Louis XVI devant le Tribunal révolutionnaire) qui accueille Marie-Thérèse au château de Malesherbes. Elle entrera en opposition déclarée à René-Nicolas de Maupeou lorsque celui-ci, proche de madame du Barry qui supplante madame de Pompadour en tant que favorite royale, exile les parlementaires par lettre de cachet et prépare une réforme du système qui, accuse-t-elle, mènera la royauté à sa fin.

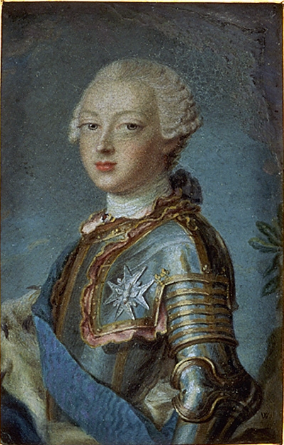
Jean Daniel Welper, Louis V Joseph de Bourbon-Condé
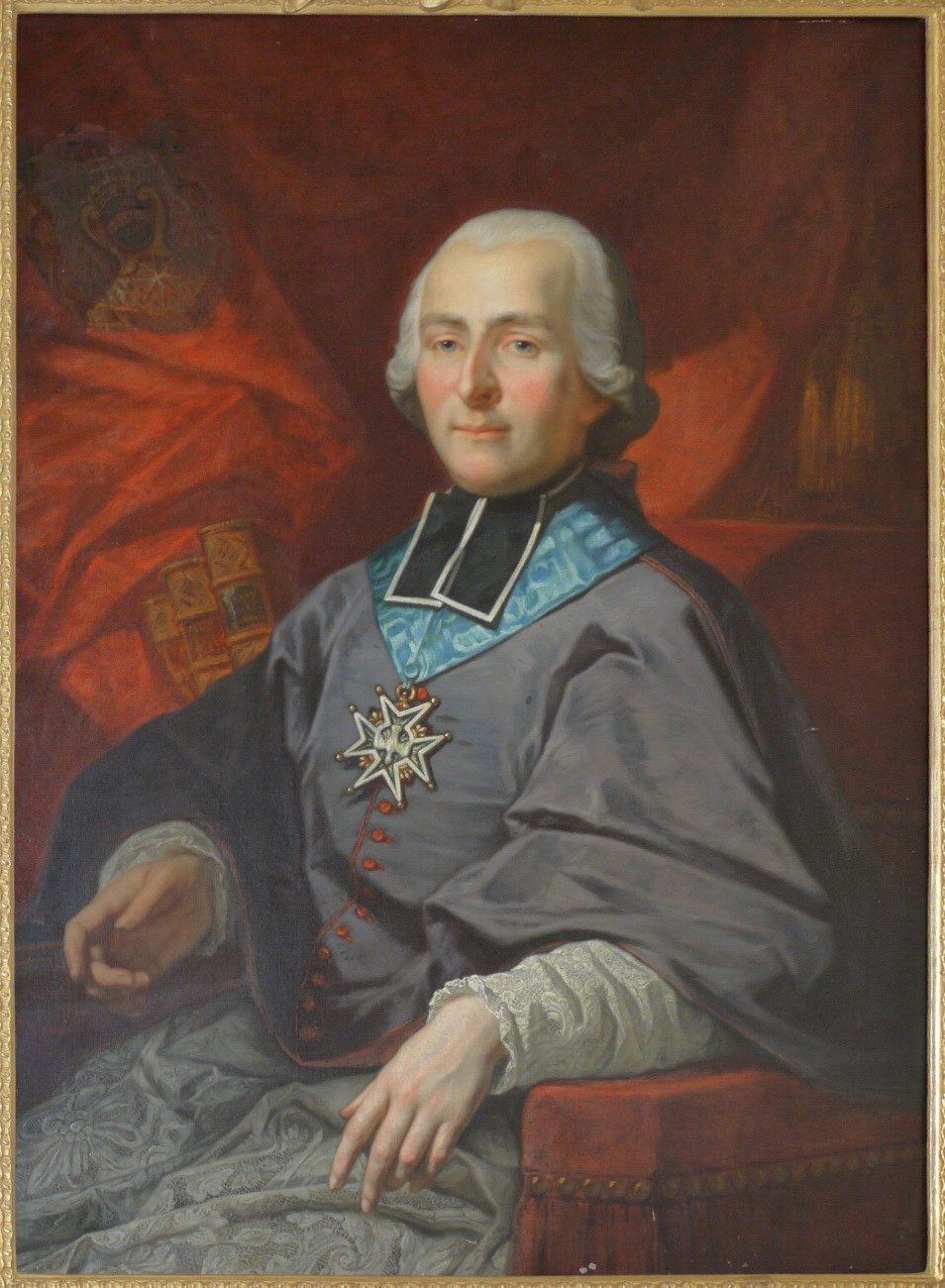
Christophe de Beaumont
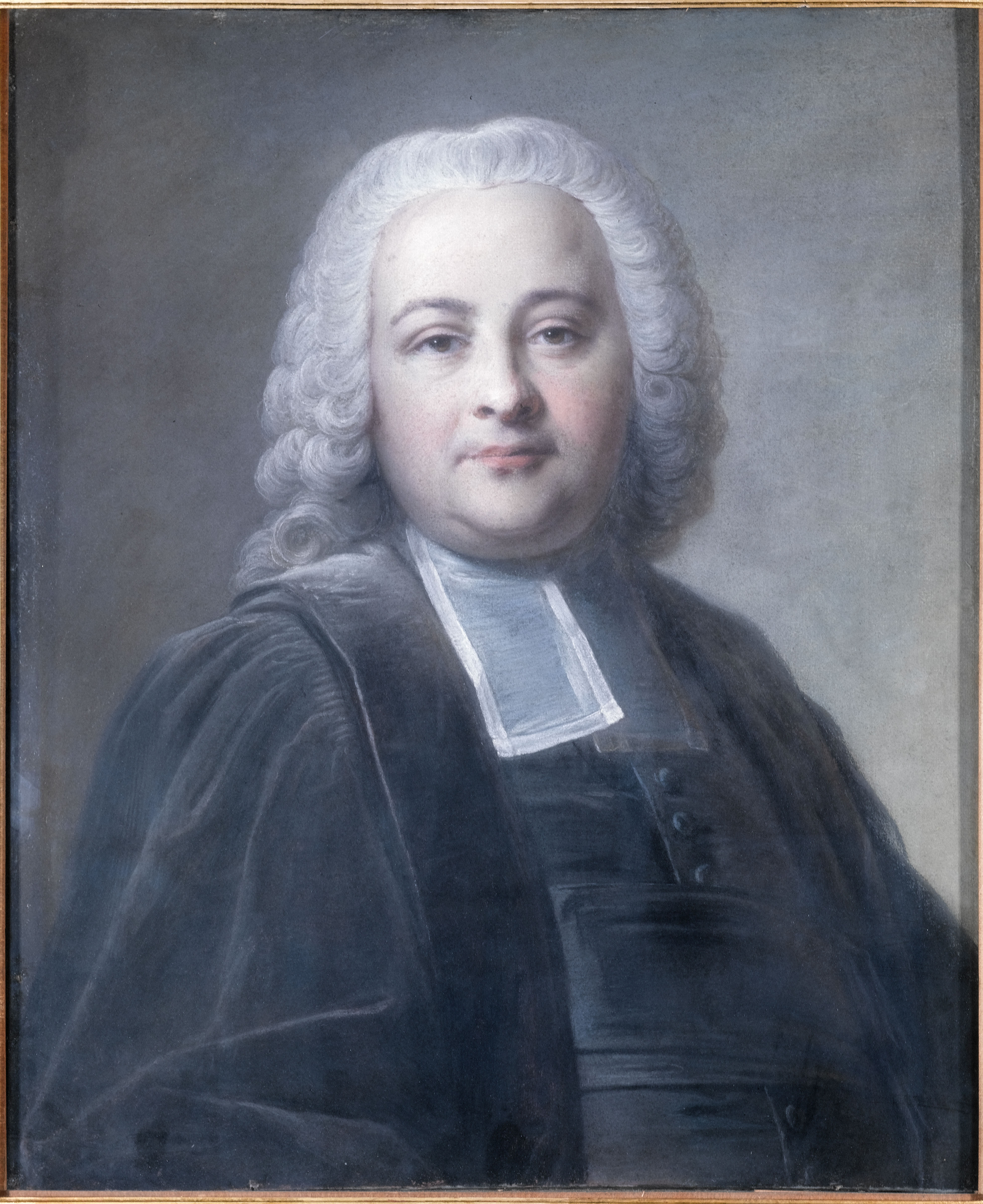
Jean Valade, Chrétien Guillaume de Lamoignon de Malesherbes

### Les deux jeunes cousins d'Estampes

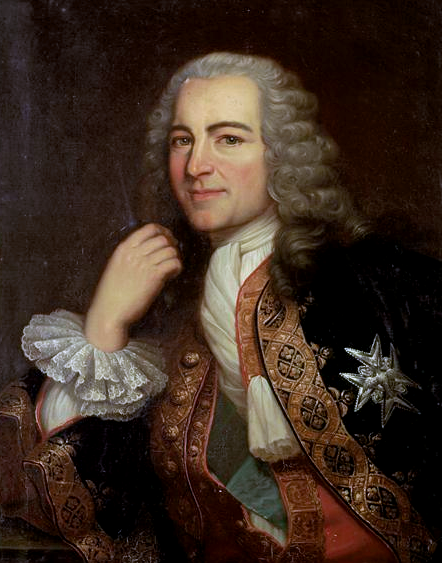
Louis Philogène Brûlart de Sillery

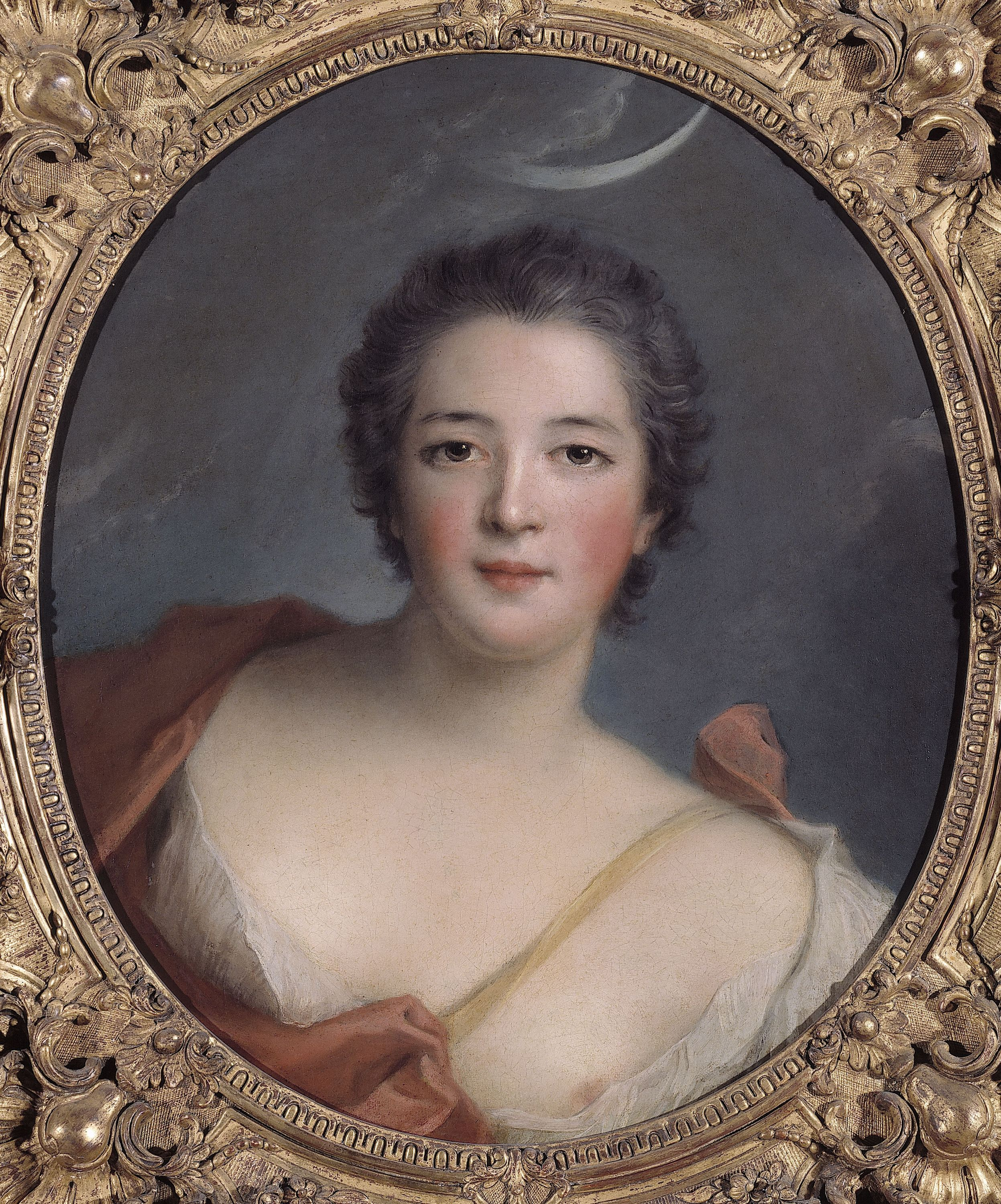
Hortense-Félicité de Mailly-Nesle

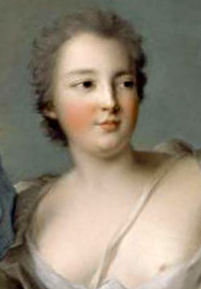
Marie-Anne de Mailly-Nesle

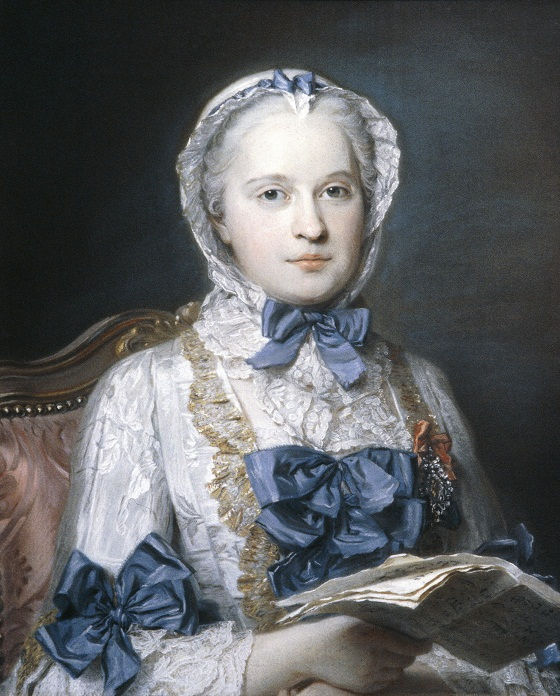
Quentin de La Tour, Madame la dauphine

Le nullement regretté beau-père de Marie-Thérèse, Philippe-Charles I, avait un frère aîné, Roger d'Estampes, et profita au décès de celui-ci en 1718 de sa situation de tuteur de son neveu pour détourner totalement à son profit l'héritage de l'enfant, Louis-Roger, âgé de sept ans et qui dès lors ne vivra plus que dans la précarité. La malveillance aura pour effet l'engagement d'une interminable procédure juridique et le transfert du tutorat à Louis Philogène Brûlart de Sillery, marquis de Puisieux, allié à la famille d'Estampes par le mariage en 1640 de Charlotte , fille de Pierre Brûlart IV de Sillery et de Charlotte d'Estampes-Valençay, avec François d'Estampes, duquel naquit Charles d'Estampes, marquis de Mauny (1642-1716), grand'père de Roger et de Philippe-Charles I.
Peu avant de rendre l'âme le 15 septembre 1754 en son château de Mauny, Louis-Roger d'Estampes, oncle par alliance de Marie-Thérèse, lui demande par lettre de veiller sur ses deux jeunes fils nécessiteux Louis Omer (1734-1815), désormais marquis d'Estampes, et Hector Louis (1736-1788), désormais marquis de Valençay. De plus en plus présente à Mauny (son amitié avec le « poète-abbé » Nicolas Thyrel de Boismont, qui se fait construire le château du Landin, se fonde sur leur voisinage normand), Marie-Thérèse y découvre qu'une autre cause de la pauvreté du domaine se situe dans les malversations des vassaux et c'est chez Antoine Paul-Joseph Feydeau de Brou, intendant de Rouen, qu'elle les convoque aux fins d'une mise-au-point d'une vigueur impressionnante. 
Délaissant son projet de carrière ecclésiastique, Hector Louis épousera tardivement Henriette Sébault, ne laissant pas de grande postérité lisible. Le tempérament de ce cadet le porte à la débauche et Marie-Thérèse l'écarte de ses préoccupations, non sans lui avoir toutefois fait ouvrir une carrière dans la gendarmerie. L'aîné ne la désappointe que par son intention de poursuivre sa vie au château de Mauny quand Paris et Versailles seraient plus en adéquation avec les ambitions qu'elle nourrit pour lui à la cour ; un rapprochement entre les alliances de Louis Omer et les écrits de Marie-Thérèse, ses Mémoires et ses lettres, énonce qu'elle a en sa faveur hautement fait usage de ses relations.
Dès 1754, restitue-t-elle de fait, « je fis sentir au marquis de Puisieux (Louis Philogène Brûlart de Sillery) l'importance de le marier le plus tôt possible à une fille de la cour pour remonter son nom » et c'est donc Puisieux qui suggère à Marie-Thérèse de s'intéresser à Adélaïde Julie (1742-1759), fille d'Auguste Frédéric Fouilleuse, marquis de Flavacourt, et d'Hortense-Félicité de Mailly-Nesle, la seule des cinq sœurs de Mailly-Nesle, petites-filles d'Hortense Mancini, à n'avoir pas été la maîtresse de Louis XV. Marie-Thérèse souscrit immédiatement à ce projet auquel, comprend-elle, le rappel de l'amitié que lui porta la sœur de la marquise, « l'une des quatre autres », Marie-Anne de Mailly-Nesle, duchesse de Châteauroux († 1744), ne peut que lui servir d'introduction favorable. L'arrangement est prompt puisque Louis Omer épouse le 11 février 1755 la « belle » Adélaïde Julie de Fouilleuse de Flavacourt, alors âgée de douze ans. Il est parfaitement convenu que Marie-Thérèse sera la gouvernante de la très jeune mariée jusqu'aux 17 ans de celle-ci où, selon la promesse obtenue de Louis XV, elle deviendra dame d'atours de Madame la dauphine, tandis qu'un régiment du dauphin est promis à Louis Omer. Adélaïde Julie qui, accompagnée de Marie-Thérèse, est reçue le 29 mai 1757 par le roi, la reine, le dauphin et la dauphine, puis qui entre bien au service de cette dernière en 1759, meurt le 31 décembre 1759 en mettant au monde Adélaïde Thérèse (1759-1783). La mort de celle qu'elle appellera « ma belle et bonne déception », dont les traits nous demeurent connus par un portrait attribué à Louis-Michel van Loo, « me coûta, confie Marie-Thérèse, un chagrin qui réveilla en moi tout ce que j'avais senti à la mort de ma fille ». Adélaïde Thérèse (1759-1783) épousera en avril 1773 le vicomte Henri de Bourdeille.

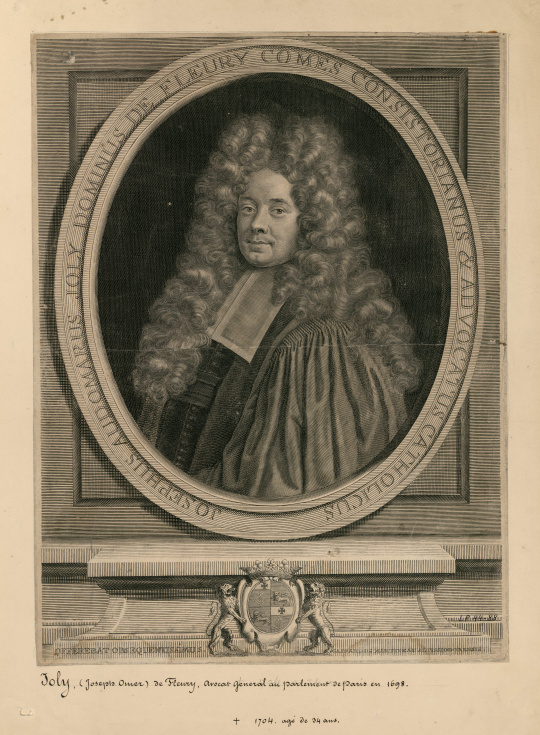
Joseph Omer Joly de Fleury

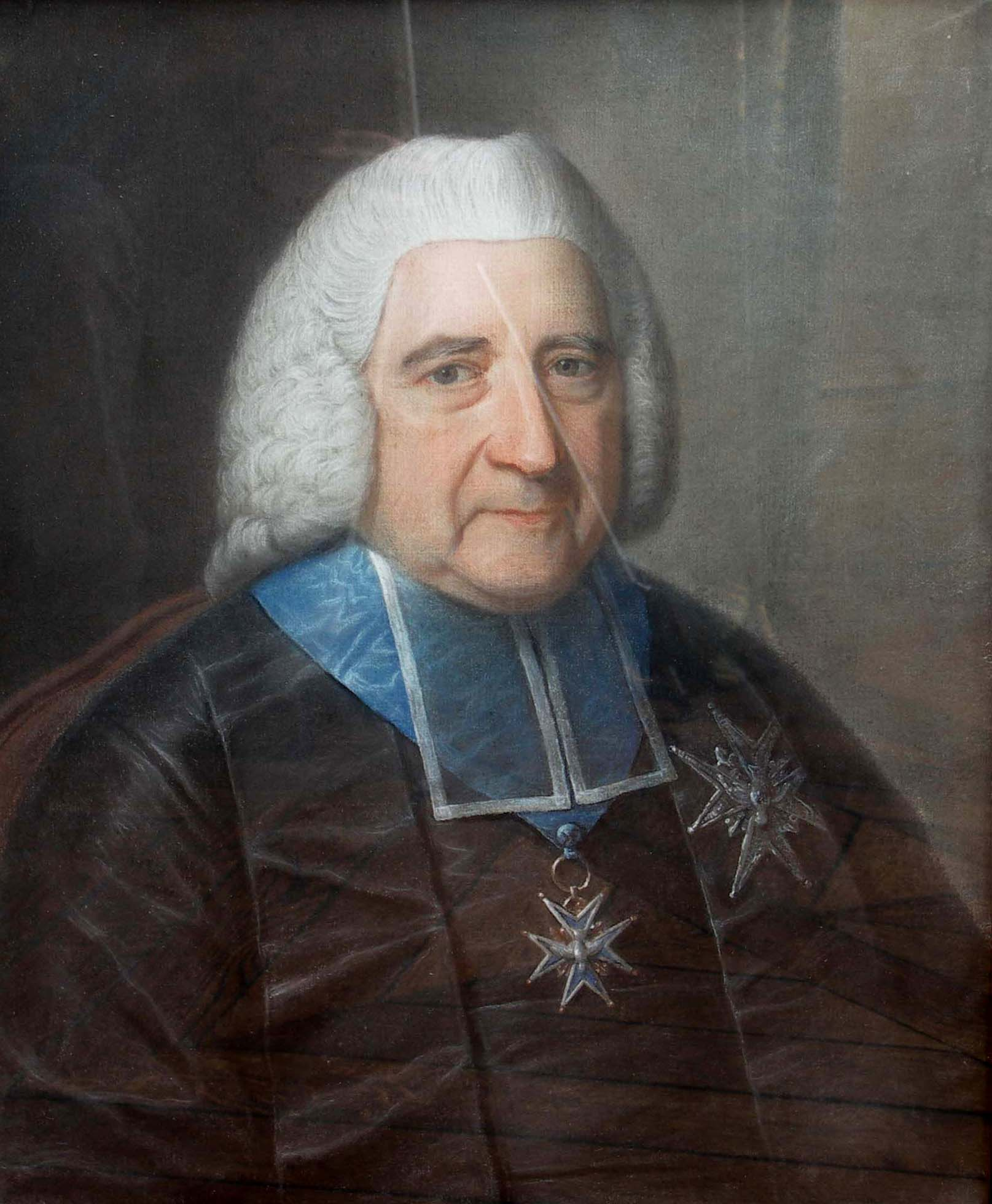
Jean-Baptiste de Machault d'Arnouville

Louis Omer, qui à son tour a succombé à des tentations dépravées mais qui en exprime à temps des regrets que sa cousine accepte pour sincères, se remarie en 1762 avec Françoise Geneviève Joly de Fleury (1742-1817), fille de Joseph Omer Joly de Fleury, procureur général du Parlement de Paris, lui aussi lié à Marie-Thérèse par une longue et ancienne amitié. De cette seconde union naissent cinq enfants dont Louis Félicité Omer (1763-1833), l'aîné qui épousera en 1785 Anne Le Camus (1770-1786), puis en 1787 Christine Rouillé du Coudray (1764-1832), fille d'Hilaire Rouillé du Coudray et nièce de Jean-Baptiste de Machault d'Arnouville, ancien garde des sceaux de Louis XV. Ce ne sera pas sans courage que Louis Omer, aux premiers jours de la Révolution française, accueillera et cachera ce dernier à Mauny.
Sur l'énergie et sur la fortune qu'elle aura dépensées en faveur de ses cousins, Marie-Thérèse, dans ses confidences du 17 avril 1784, dressera un bilan amer comme si son premier souci d'il y a trente ans, la conservation du nom d'Estampes, était si mal récompensé qu'elle l'avait abandonné : « le marquis d'Estampes n'a jamais pu souffrir d'être attaché à la cour, et son frère n'a jamais su faire que se ruiner à vivre en épicurien, ce qui fait que je ne le vois plus. La vicomtesse de Bourdeille m'a donné les mêmes dégoûts. J'espère qu'après ces exemples mon cher marquis conviendra que je suis fondée à ne plus entreprendre aucune éducation ».

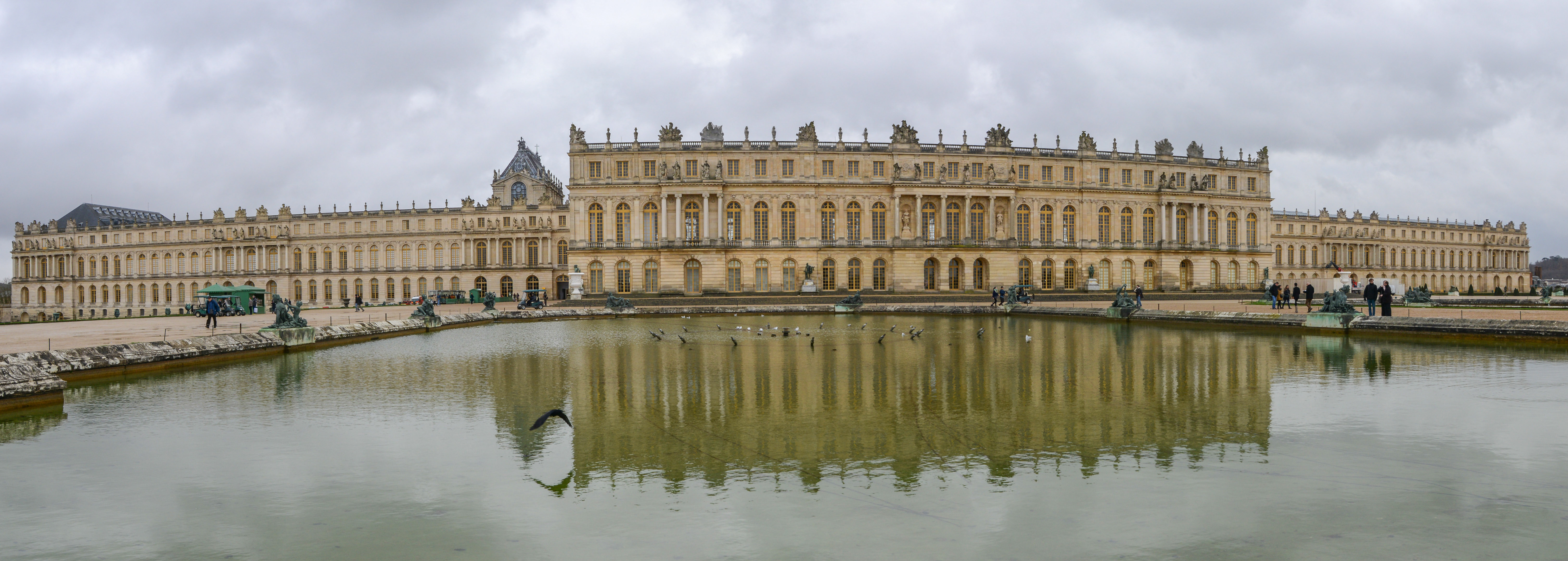
Château de Versailles

### Préceptrice royale
L'appui de la gouvernante des enfants royaux, Marie-Louise de Rohan (madame de Marsan), vaut à Marie-Thérèse qui, en 1769, avait conçu à l'attention de son amie Charlotte de Crussol d'Uzès, duchesse de Rohan, un fort manuscrit en trois volumes des Extraits de Malebranche, d'être choisie en 1771, à raison d'une journée hebdomadaire au château de Versailles, comme préceptrice en philosophie de Madame Clotilde et de Madame Élisabeth (avec qui elle entretiendra durablement une correspondance affectionnée). Si, ayant constitué pour elle-même plusieurs volumes d'extraits de Cicéron, de Sénèque et de Plutarque, elle en rédige des abrégés à leur intention, elle est aussi la compagne de leurs jeux, leur composant des petites comédies qu'elles interprètent. Les trois frères des deux princesses sont de ces divertissements et les apprécient : Louis-Auguste sera bientôt le roi Louis XVI et Marie-Thérèse sera conviée à son sacre en la cathédrale de Reims

### Les «Lanturelus», le salon du rire antiphilosophique

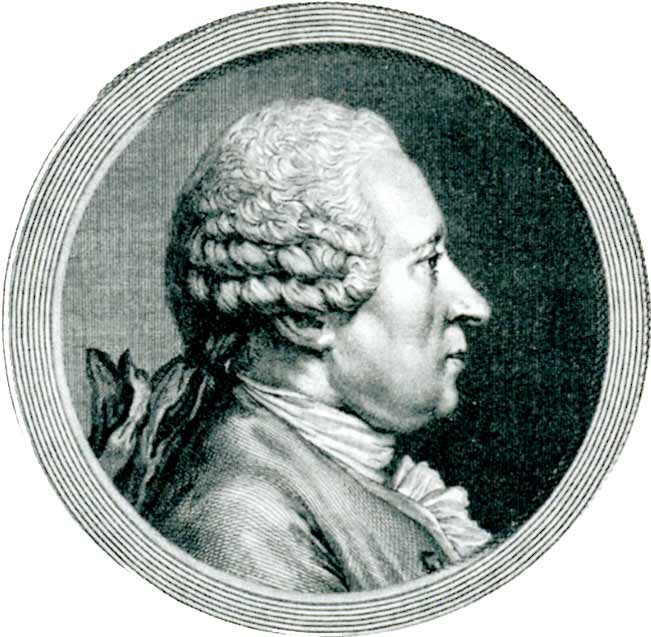
Matthaüs Halm, Marc-Antoine-Nicolas de Croismare

Jusqu'à sa mort en 1777, Madame Geoffrin, qui a hébergé rue Saint-Honoré Stanislas-Auguste Poniatowski lorsqu'il séjourna à Paris en 1753, entretiendra avec le roi de Pologne (qui continuera d'appeler affectueusement Marie--Thérèse « ma très folle Imbault ») des relations épistolaires qui nous restituent, en date du 17 décembre 1770, une relation mère-fille relevant plus de la paix séparée que de l'unité familiale : « ma fille se porte à merveille ; elle est fort agissante et fort gaie. Elle est sourde aussi, mais elle n'en est pas triste. Elle demeure avec moi, elle est fort bien logée, et de façon que nous ne nous incommodons ni l'une ni l'autre. Son ménage est séparé du mien, nous avons chacune nos amis et notre société séparée, et nous nous réunissons quand cela nous convient ».
Pendant l'hiver 1771, s'organisent chez Marie-Thérèse qui de fait s'est créé à l'étage supérieur son propre univers, jusqu'à un boudoir sur son balcon qu'elle a baptisé « ma maison de campagne », des dîners où se trouvent conviés chaque lundi Friedrich Melchior Grimm, Louis Guy Henri de Valori, Alexandre Sergueïevitch Stroganoff, l'avocat Alexandre Jérôme Loyseau de Mauléon et Marc-Antoine-Nicolas de Croismare. Ce dernier, contraint un soir par une indisposition de décliner le dîner, s'en excuse auprès de l'hôtesse par des vers auxquels, prise au jeu, elle répond par la composition d'une chanson : « Lanturelu, lanturelu, lanturelu ! » Les dîners, où l'on improvise les versifications et où l'on chante, en viennent ainsi à se formaliser en un « Sublime Ordre des Lanturelus » avec Marie-Thérèse pour « grande maîtresse », appelée également « Sa Très Extravagante Majesté Lanturelienne, fondatrice de l'Ordre et autocrate de toutes les folies », Marc-Antoine-Nicolas de Croismare pour « grand maître », Jean-Bretagne-Charles de La Trémoille pour « grand fauconnier », l'ambassadeur d'Espagne pour « grand favori » et le cardinal de Bernis pour « grand protecteur de l'Ordre ».

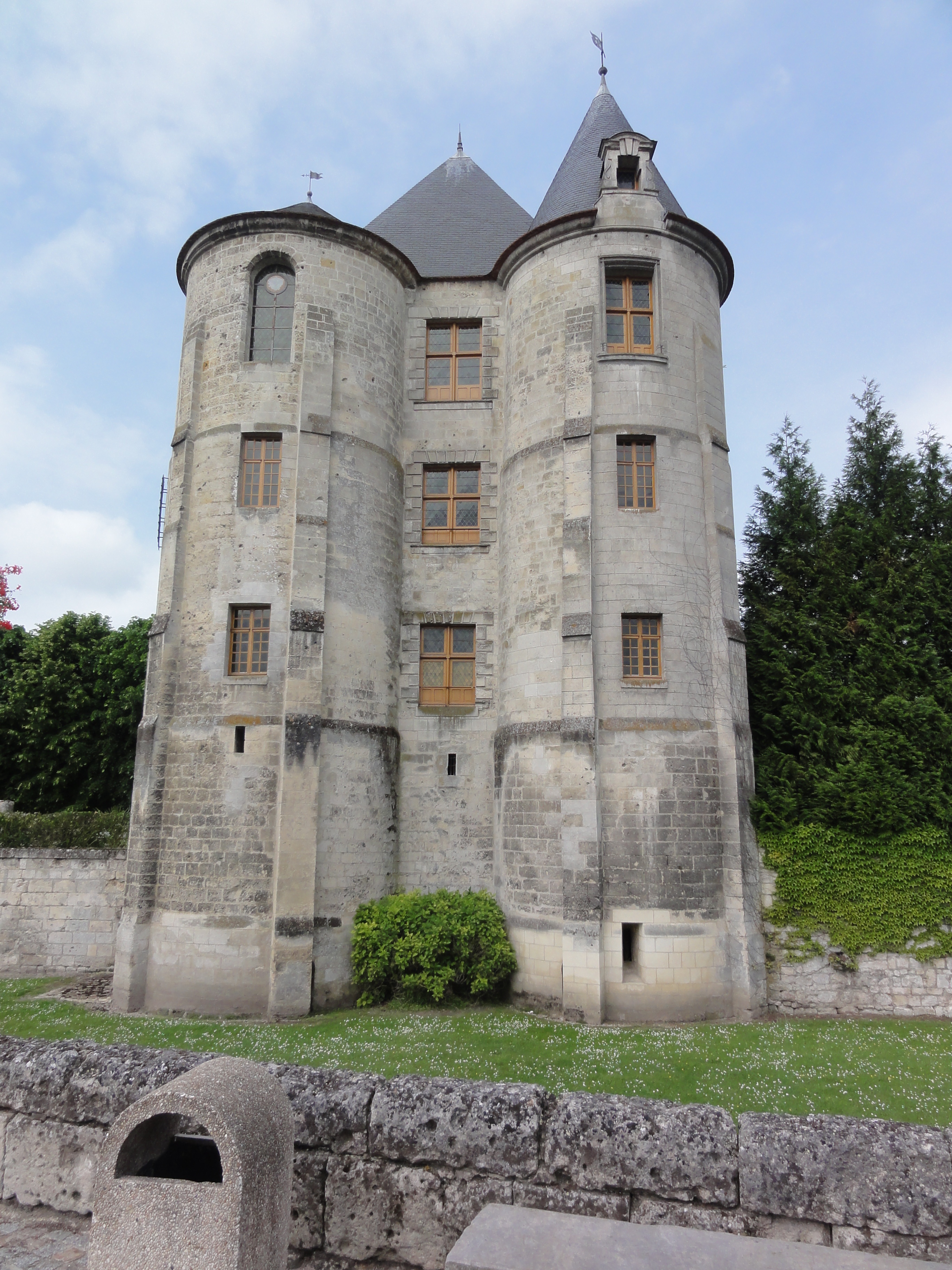
Château de Vic-sur-Aisne

Les premières rencontres de Marie-Thérèse et du cardinal de Bernis sont à situer autour de 1745, lorsque celui-ci joue auprès de madame de Pompadour un rôle de « confident et de guide indispensable pour l'acculturer aux usages de la noblesse et de la cour », ce dont il se voit récompensé en 1752 avec l'ambassade de France à Venise qui ouvre sa carrière diplomatique. Lorsque, dans ses quelques années de disgrâce, Bernis se voit signifié par lettre de cachet son exil au château de Vic-sur-Aisne, Marie-Thérèse, racontera-t-elle elle-même, lui garde sa fidèle amitié : « j'ai été la première confidente de ses tribulations, j'ai été le voir souvent dans son exil et je l'ai fait le confident des miennes ». Poète, cardinal, ami et admirateur de l'Italie, il constituera ensuite pour Marie-Thérèse un modèle de la pensée classique offrant une caution anti-encyclopédiste idéale à ces jeux oraux, à ces parodies sous formes d'épigrammes, de plaisanteries et de fêtes déguisées qui ont bien, selon les mots de Benoît Mélançon, « une fonction pragmatique : souder un groupe en s'opposant à son rival par inversion des valeurs linguistiques ». Ainsi, depuis Rome où il se trouve en 1771, Bernis entretient avec Marie-Thérèse des relations épistolaires où il se pose en « protecteur par procuration de l'Ordre des Lanturelus ».
L'institution des « Lanturelus », où l'on verra par la suite entrer Louis Hurault de Vitraye, Antoine Léonard Thomas, l'abbé Ferdinando Galiani, Jean Lévesque de Burigny, Louis Hercule Timoléon de Cossé-Brissac, Hubert Robert, Germaine de Staël et même Louis-Michel Lepeletier de Saint-Fargeau, fait de même l'objet d'un vrai retentissement hors de France, allant jusqu'à compter parmi ses « chevaliers » Ernest II de Saxe-Gotha-Altenbourg, François Joseph Kinsky, François Eustach von Görtz, le très francophile prince Henri de Prusse et le futur tsar Paul Ier de Russie. Grimm racontera que lors de sa première réception en audience par Catherine II de Russie, lors de son arrivée à Saint-Petersbourg, celle-ci lui demandera s'il connaît l'Ordre des Lanturelus et, l'entendant dire qu'il en est un fondateur, le convoquera à nouveau dès le lendemain pour s'en entretenir,.

### Un monde qui s'éteint

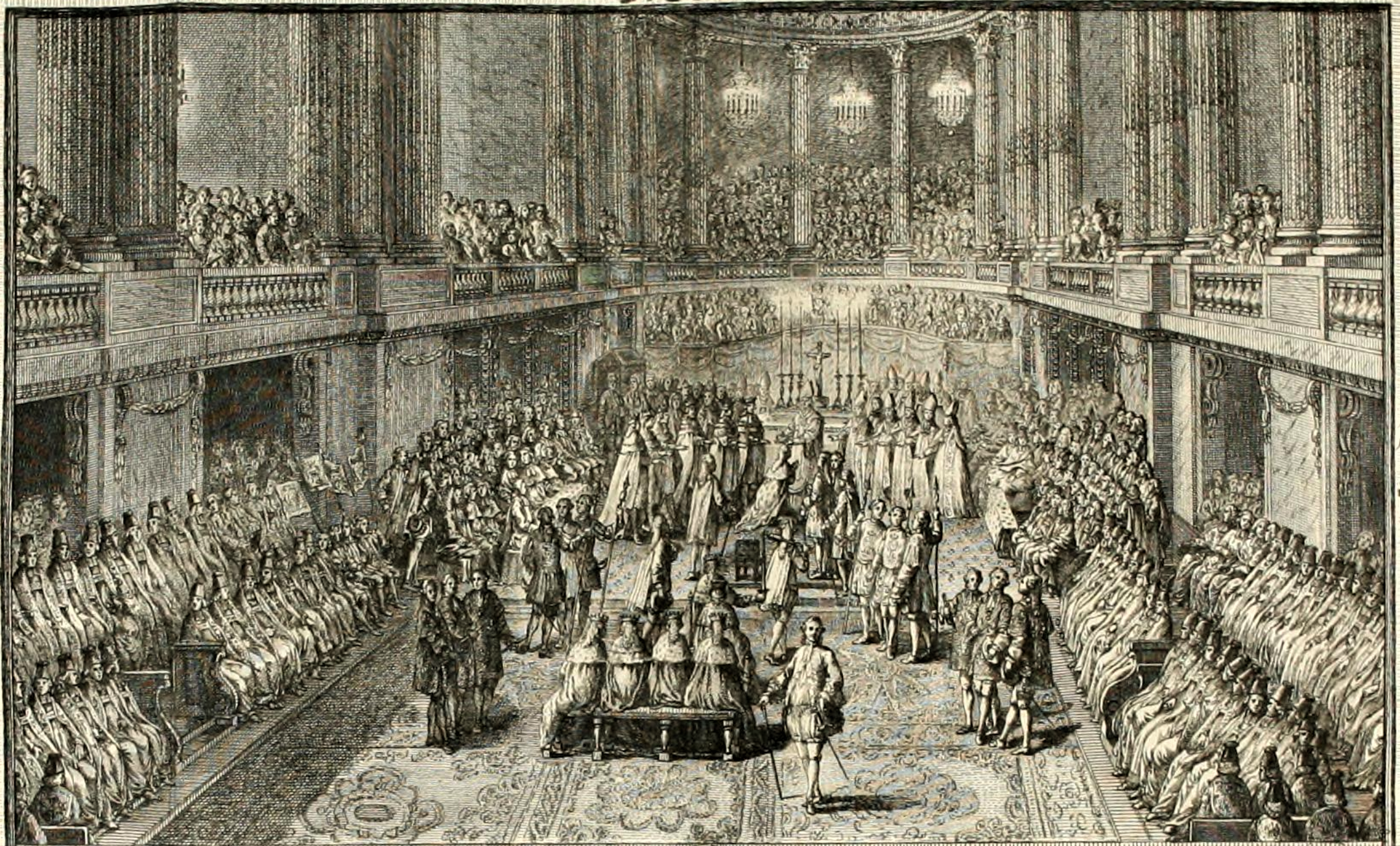
Charles Emmanuel Patas, Couronnement de Louis XVI à Reims, 1775

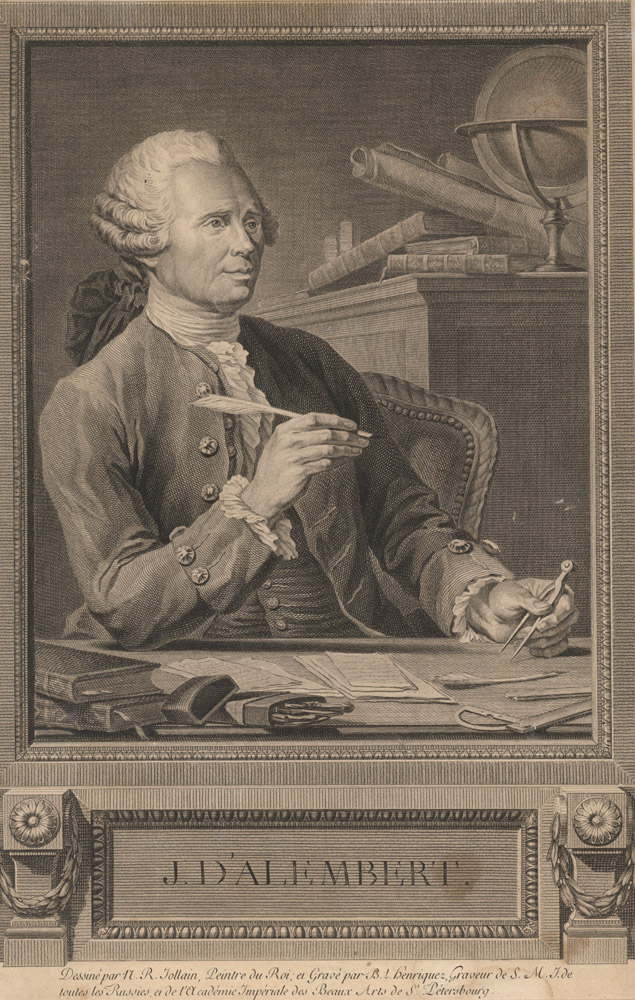
Benoît-Louis Henriquez, d'Alembert

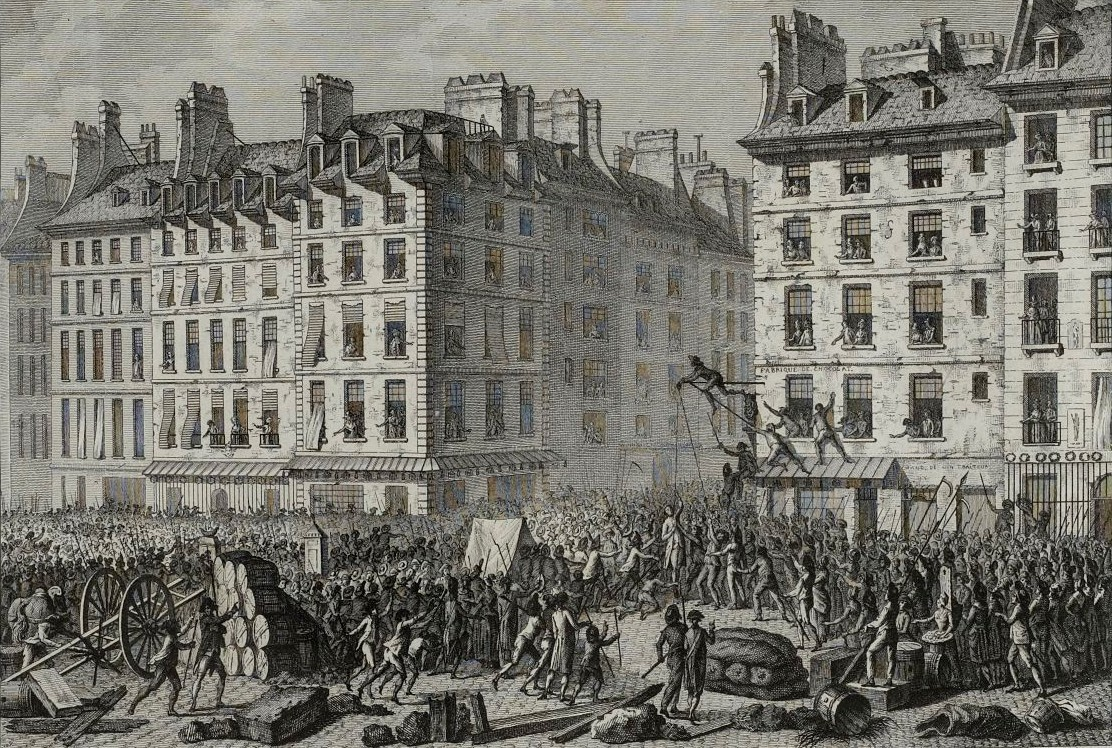
Supplice de Joseph François Foullon, Paris, 23 juillet 1789

Marie-Thérèse vient de fêter son soixantième anniversaire lorsque, le 2 mai 1775, elle entreprend la rédaction de Mon plan de vie pour ma vieillesse, à commencer maintenant que j'ai 60 ans. J'espère qu'il sera agréable à ma belle minette, par ces derniers mots affectueusement dédié madame Geoffrin. « Nous sommes arrivées à l'âge, observe-t-elle, où le peu de différence de celui de ma mère au mien nous rapproche l'une de l'autre plutôt comme sœurs que comme mère et fille ». Il s'agit là de la part de Marie-Thérèse, comprend Benedetta Craveri, sous couvert d'un oubli des anciennes rivalités moins importantes que leur passion commune pour la vie de société (« tout ce qui vient chez elle et tout ce qui vient chez moi est sans contredit le magasin de la bonne compagnie le plus immense et le mieux choisi de Paris »), d'un élan de réconciliation dont la finalité n'en demeure pas moins d'extraire sa mère des mains de « ses mécréants ». La « belle minette » le perçoit vraisemblablement lorsque, dans une distante considération, elle lui répond que la compagnie de D'Alembert lui est plus précieuse que la sienne. Un mois plus tard, le 11 juin 1775, il est rétabli à « la belle minette » qu'il existe bien deux mondes, que les portes franchies par sa fille ne sont pas les siennes, lorsqu'en la cathédrale de Reims Marie-Thérèse assiste au sacre de Louis XVI
Une attaque d'apoplexie frappe madame Geoffrin le 28 août 1776. Sa fin annoncée confère une nouvelle autorité à Marie-Thérèse qui entend « se débarrasser une fois pour toutes des philosophes et donner à sa mère les consolations de la religion ». Le 1er septembre, Jean d'Alembert, « venant rendre visite à sa grande amie et protectrice au moment où elle a le plus besoin de lui », trouve face à lui Marie-Thérèse, lui signifiant vigoureusement son congé qu'elle lui confirme le lendemain, 2 septembre, par cette lettre de rejet péremptoire : « vous avez indisposé contre vous depuis des années tous les gens de bien, par votre manière indécente et imprudente. Toutes mes sociétés intimes ne sont composées que de gens de bien et plusieurs pensent que je devais à la religion et à l'édification publique d'entrer chez ma mère depuis qu'elle a reçu ses sacrements... Ma mère a été dix ans de sa première jeunesse dévote comme un ange, et aimant Dieu et sa Religion de la meilleure foi du monde, elle a été encore bien des années à parler de sa dévotion avec amour, et elle m'a souvent dit qu'elle était plus heureuse dans le temps de sa dévotion que depuis qu'elle a eu l'air de l'avoir abandonnée, et je dois à la Religion et à la vérité de vous dire qu'elle a bien plus aimé Dieu qu'elle ne vous a jamais aimé, ni vos semblables ». Victorieuse, quelques mois plus tard, elle confie à propos de sa mère : « Elle n'a rappelé aucun de ceux que j'avais éloignés ; elle a fait ses Pâques, de manière que son confesseur et son curé soient contents et mon triomphe soit complet ». Avant de quitter ce monde le 6 octobre 1777, Madame Geoffrin confirme : « ma fille est comme Godefroi de Bouillon : elle a voulu protéger mon tombeau contre les infidèles ».
« La Révolution m'a attaqué les nerfs de façon que je suis incapable d'affaires… Paris n'est plus Paris, la Cour n'est plus la Cour, les troupes du roi ne sont plus rien » écrit Marie-Thérèse en ce mois de juillet 1789 qui la remplit d'épouvante et la fait sombrer dans une mélancolie énonçant que déjà, l'espiègle Madame de La Ferté-Imbault n'est plus. « La reine des Lanturelus, lit-on alors encore sous sa plume dans les Annales de l'Ordre, sent qu'elle ne peut plus rester leur souveraine sans s'exposer au ridicule. Les circonstances et son amour-propre l'engagent donc à abdiquer pour vivre avec sa nation d'égale à égale ». Elle s'alite au printemps 1791 pour s'éteindre le 15 mai, en cet hôtel de la rue Saint-Honoré qui fut le théâtre de sa vie, « le royaume de l'esprit, des plaisirs délicats, des grâces aimables et légères, toutes choses que le régime nouveau déclarait déjà comme superflues, avant que la Terreur les regardât comme criminelles ».

### Postérité
Marie-Thérèse de La Ferté-Imbault fait quelque peu figure d'oubliée de l'histoire, en partie sans doute parce qu'elle avait pris le parti de cacher tous les côtés graves et réfléchis de sa nature et qu'elle dissimulait sa réelle valeur sous les dehors du caprice et de l'étourderie : « Je pris l'habitude, confia-t-elle, lorsqu'on me questionnait sur mon éducation distinguée et sur les grands esprits qui avaient voulu y contribuer, de répondre toujours par un coq-à-l'âne qui faisait mourir de rire tout le monde ». Elle était la « Princesse Carillon » qui babillait, qui ironisait, pour qui tout était prétexte à plaisanterie, qui était, pour parler comme elle, celle dont « la raison se déguisait sous un domino de déraison ». Ainsi allait, dans le bal masqué que lui semblait le monde, cette jeune femme qui était vertueuse et pieuse et qui, aux heures de solitude, avait les plus graves lectures, faisait sa compagnie préférée des Pères de l'Église, des prédicateurs chrétiens, des moralistes des XVIe et XVIIe siècles, de tous ceux-là qu'elle appelait « mes vieux amis morts ». On ne voyait, on ne voulut longtemps voir en elle rien de plus qu'une personne aimable, gaie, fantasque, dont la verve folle déridait les plus moroses, la boute-en-train des « Lanturelus ». Restée longtemps reléguée à l'excès dans l'ombre de madame Geoffrin, les travaux menés à son sujet ne la font pas moins ressortir, « en femme de tête, en femme de cœur, en honnête femme » en figure incontournable de l'histoire de la sociabilité.

« Folle dans ma raison, sage dans ma folie,
En moi tout est charmant, action et propos.
Je fus, suis et serai toujours Madame Imbault.
Quoique je fasse, où que je vis,
Il faut toujours qu'on m'estime et qu'on rie. »

## Sur Marie-Thérèse de La Ferté-Imbault

### Évocations et témoignages

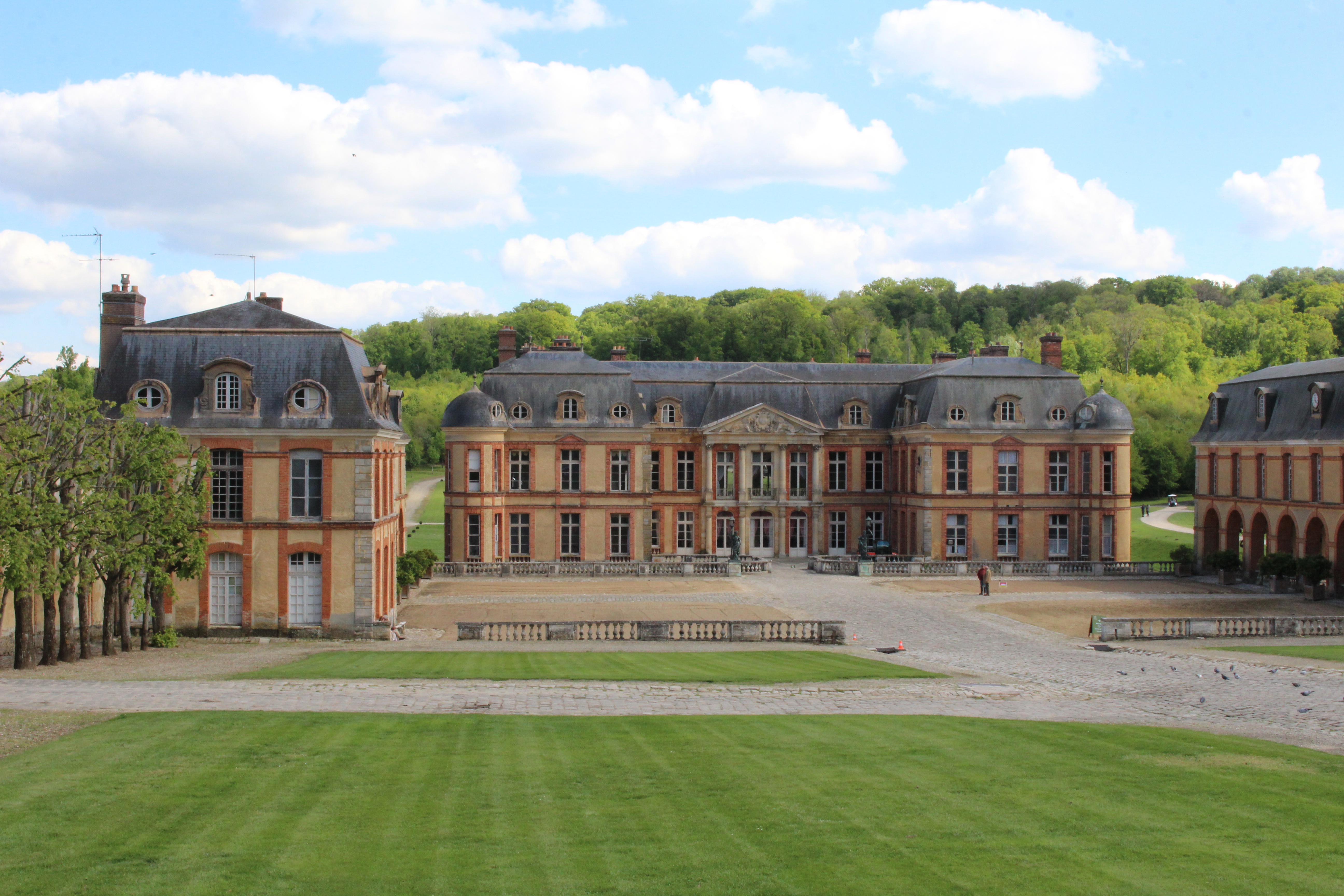
Château de Dampierre

« Madame de La Ferté-Imbault s'était donnée une existence très singulière en se donnant pour folle. Ce rôle, qu'elle appelait son "domino", était joué par elle si parfaitement que des sots y étaient trompés, et qu'il faisait les délices de gens d'esprit avec lesquels elle vivait. Elle soulevait de temps en temps ce joli masque si agréable à l'amour-propre de tout le monde, pour montrer adroitement les coins les plus intéressants de la figure naturelle, et, mêlant la vérité aux extravagances, le savoir à l'ignorance et la sagesse à la dérision, elle savait faire aimer et respecter sa folie. »

— Charles-Henri, baron de Gleichen

« Fantasque et spirituelle, elle parvient à construire tout un réseau de relations qui lui ouvrent l'accès des milieux aristocratiques en contact avec la cour. On peut même se demander si, par son entreprise, certains cercles ne se dotent pas d'une caution culturelle, sans pour autant succomber à ce que les antiphilosophes appellent le "philosophisme" à la mode. En clair, Madame de La Ferté-Imbault posséderait tout l'esprit des salons philosophiques sans en détenir le pouvoir originel de contestation. Courtisée par les Grands, elle est reçue au château de Chantilly par Louis V Joseph de Bourbon-Condé, par le duc de Luynes au château de Dampierre, enfin par le duc et la duchesse de Chevreuse. Plus tard, elle s'attache également la seconde femme de Louis-Marie-Bretagne de Rohan-Chabot, Charlotte de Crussol d'Uzès. Elle se façonne une réputation de comédienne (elle joue la comédie à Chantilly chez les Condé), mais surtout elle révèle des talents d'animatrice lors des fêtes costumées, ce qui finit par lui conférer l'image de marque d'une femme espiègle, imprévisible et quelque peu mystérieuse. »

— Didier Masseau

« Les quatre femmes qui incarnaient quatre modèles de la sociabilité du siècle parvenue à son apogée étaient Madame Geoffrin, sa fille, la marquise de La Ferté-Imbault, la marquise du Deffand et sa nièce Mademoiselle de Lespinasse. On retrouve leur histoire au fil des souvenirs de Madame de La Ferté-Imbault : la fille de Madame Geoffrin était sans doute la moins intelligente des quatre, mais son témoignage nous est précieux parce que son point de vue et ses critères de jugement étaient de nature essentiellement mondaine. Victime de l'ambition sociale de sa mère, Madame de La Ferté-Imbault chercha toute sa vie une revanche en rivalisant sur le même terrain. Dans sa vieillesse, elle confia à une foule de notes, anecdotes, lettres, souvenirs, le soin de proclamer sa réussite sociale, ses amitiés, ses succès, ses goûts. »

— Benedetta Craveri

### Chansons et épigrammes

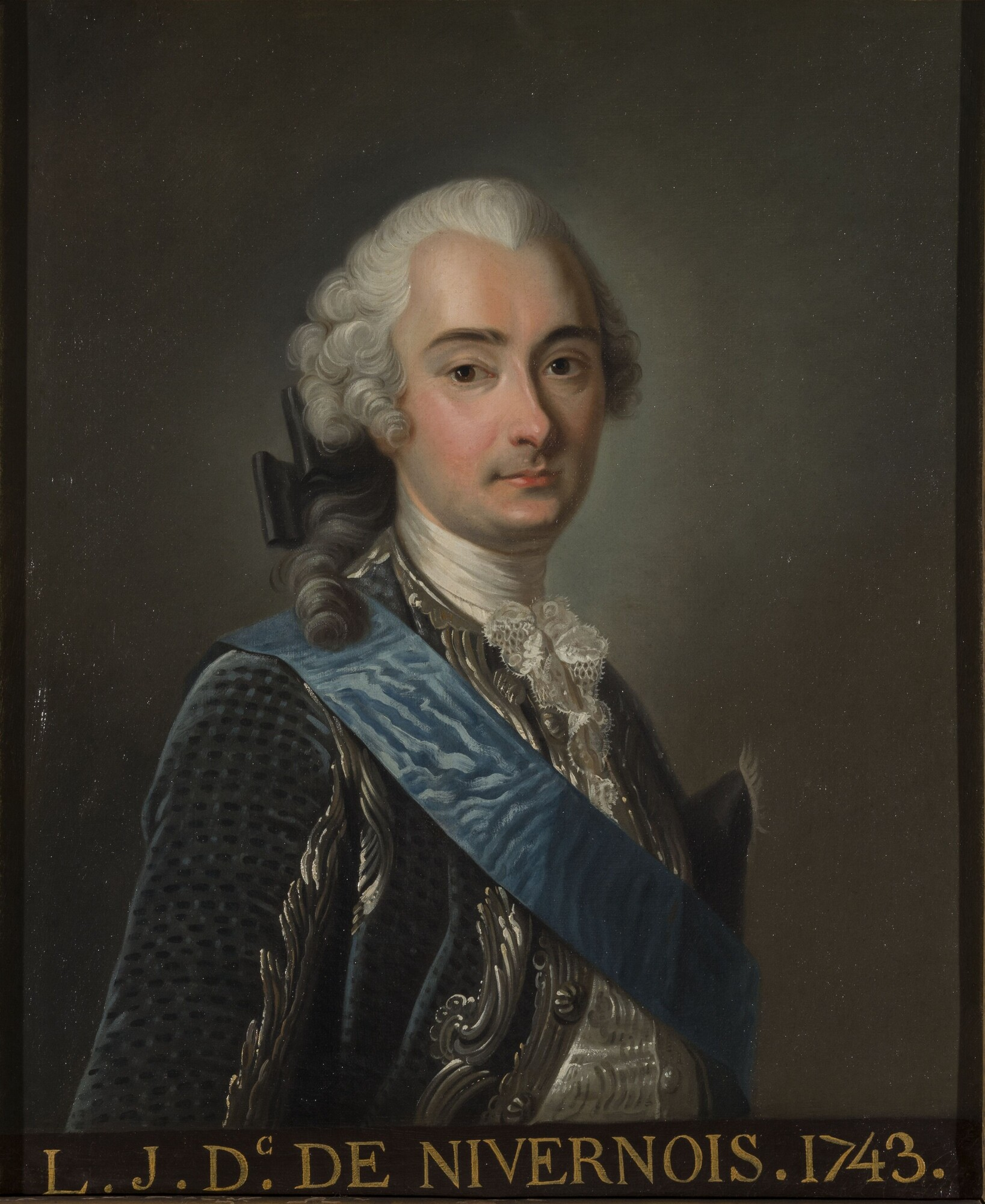
Louis-Jules Mancini-Mazarini

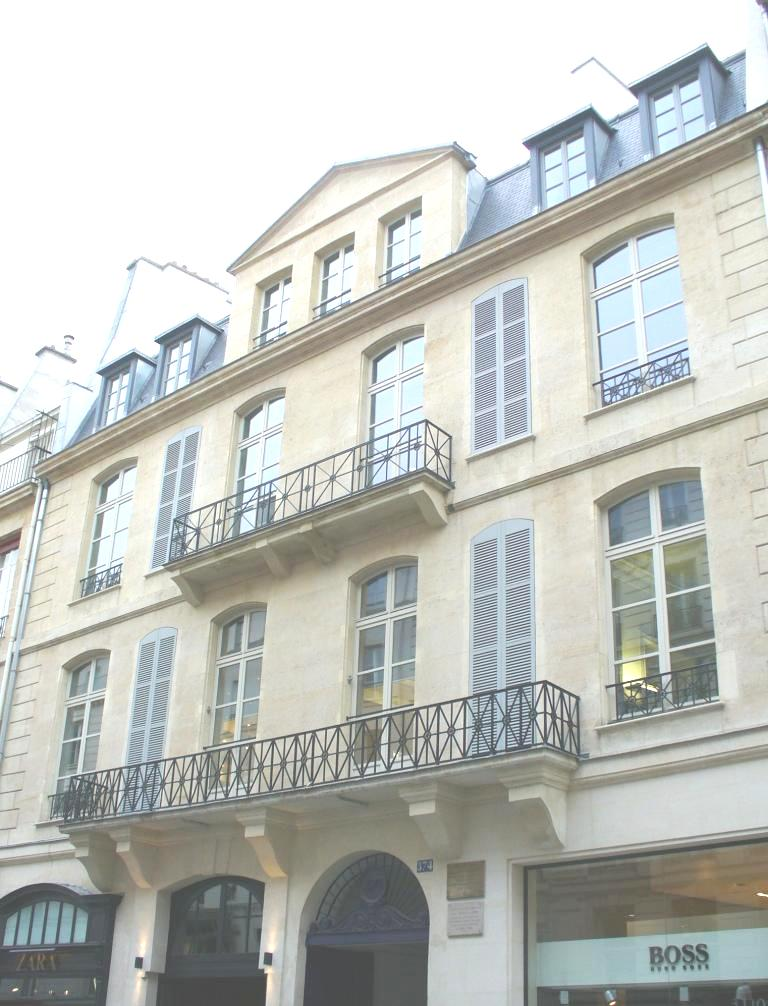
374, rue Saint-Honoré

Un recueil de lettres conservé par la Bibliothèque nationale de France contient cette énigme dédiée à Marie-Thérèse de La Ferté-Imbault, écrite en 1757 par son ami Louis-Jules Mancini-Mazarini, duc de Nivernais : « Quel est l'animal qui entend finement, et qui est sourd ; qui crie à tue-tête et qui n'entend point ? Quel est l'être qui pense tout ce qu'il dit, et qui ne dit pas ce qu'il pense ; qui pourtant pense juste, et parle de travers ; qui se moque souvent du monde, dont le monde se moque, quelquefois ; qui est bon à renconter, drôle à écouter, excellent à toumenter, et, par malheur pour la plus jolie femme de France, impossible à imiter ? »
On trouve les paroles de deux chansons dédiées à Marie-Thérèse de La Ferté-Imbault dans la Correspondance littéraire, philosophique et critique de Grimm, Raynal, Meister, etc. en date de décembre 1776. Le titre de la première, Plaisanterie du Président Roujeaut sur le portrait de la Grande Maîtresse de l'Ordre des Lanturelus, l'énonce comme n'étant pas antérieure à 1771. Elle daterait cependant de 1755, aurait alors été écrite dans l'entourage de Jean-Frédéric Phélypeaux de Maurepas et on la retrouve évoquée dans les Mémoires de Marie-Thérèse qui continuait à la fredonner, s'y reconnaissant toujours, trente ans après, en 1785. La seconde pièce, Histoire de la science de Madame la marquise de La Ferté-Imbault, est dite à chanter sur l'air des « Fraises ».
Dans le même ouvrage, en date de février 1794, on découvre les Très humbles remontrances à la Reine des Lanturelus par leur très digne orateur. Elles auraient été écrites par Joseph Louis de Ponte, comte d'Albaret :

« Vous aimez la raison sévère
Des philosophes du vieux temps,
Et plaisantez à tous moments
Nos philosophes soi-disant,
Qui par de longs et faux raisonnements
Veulent instruire et gouverner la terre.
Par quel bizarre changement,
À vous-même toujours contraire,
Vous mettez-vous si souvent en colère,
Pour du bruit ou pour un enfant ?
De Montaigne, ouvrez le grand Livre
Sur l'âme et ses émotions ;
Vous y verrez qu'on ne doit vivre
Que pour dompter ses passions.
Mail il suffit, je dois me taire,
Tous mes vœux seraient superflus.
Vous n'avez qu'un défaut, et votre caractère
Réunit toutes les vertus. »

## Galerie de portraits

par ordre de citations ci-dessus
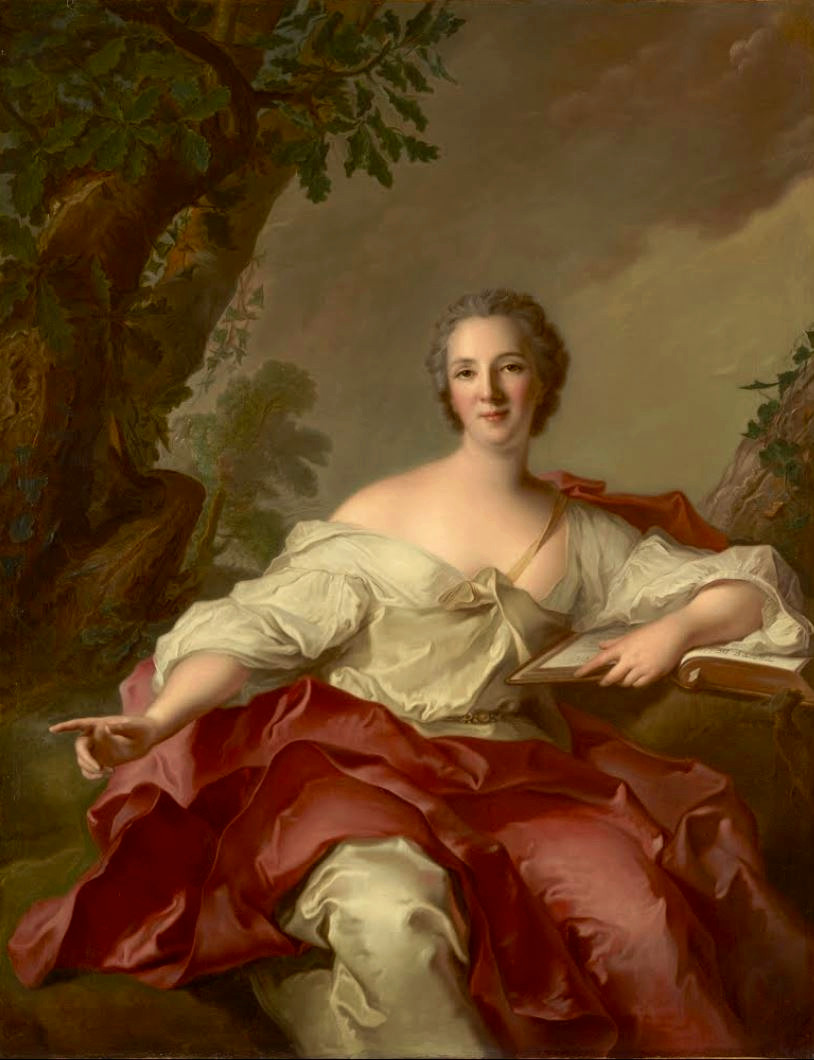
Jean-Marc Nattier, Madame Geoffrin, 1738
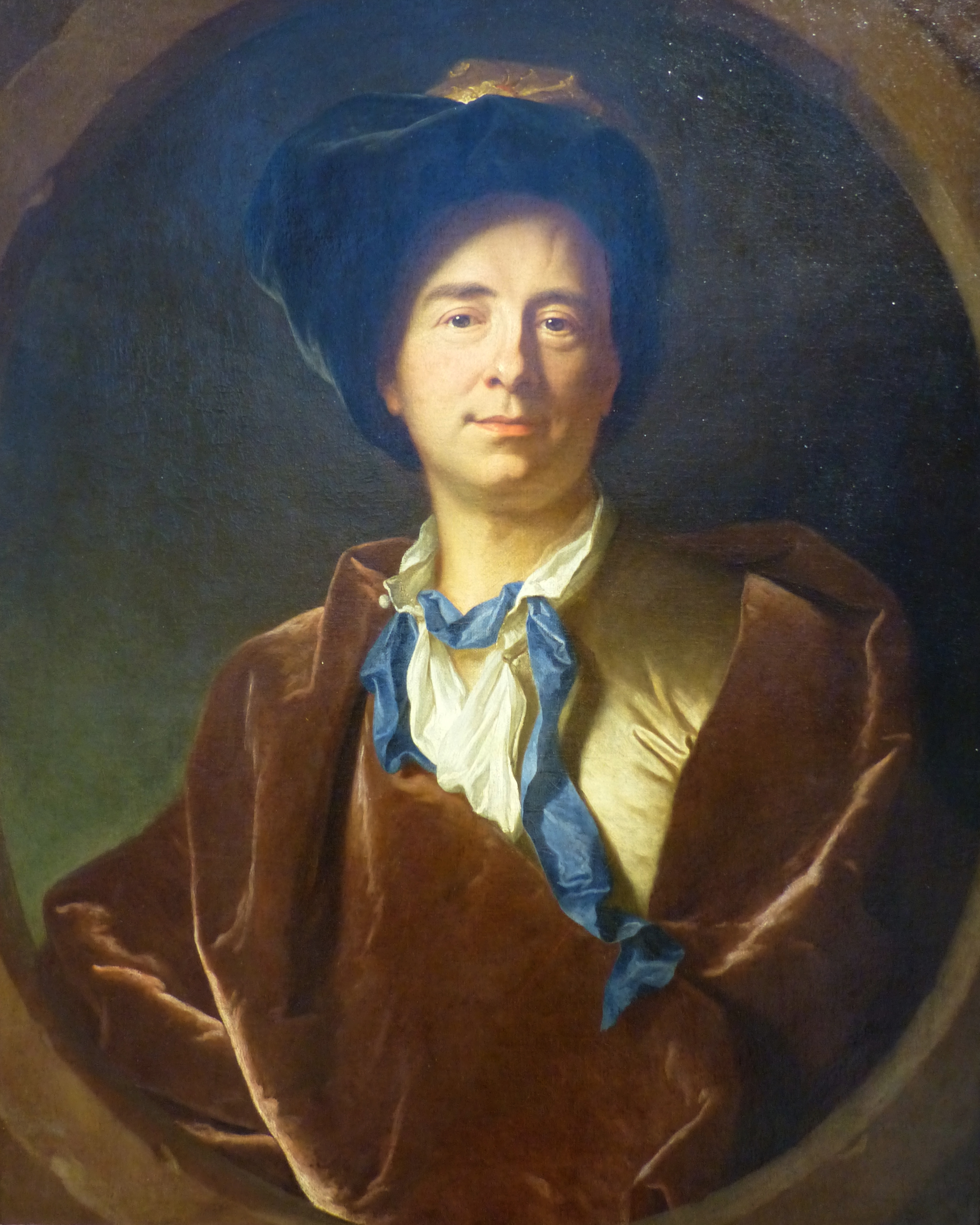
Hyacinthe Rigaud, Fontenelle
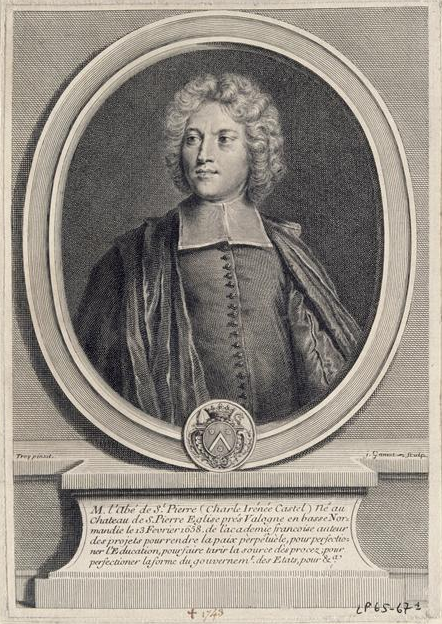
Hugues Joseph Gamot, l'abbé de Saint-Pierre
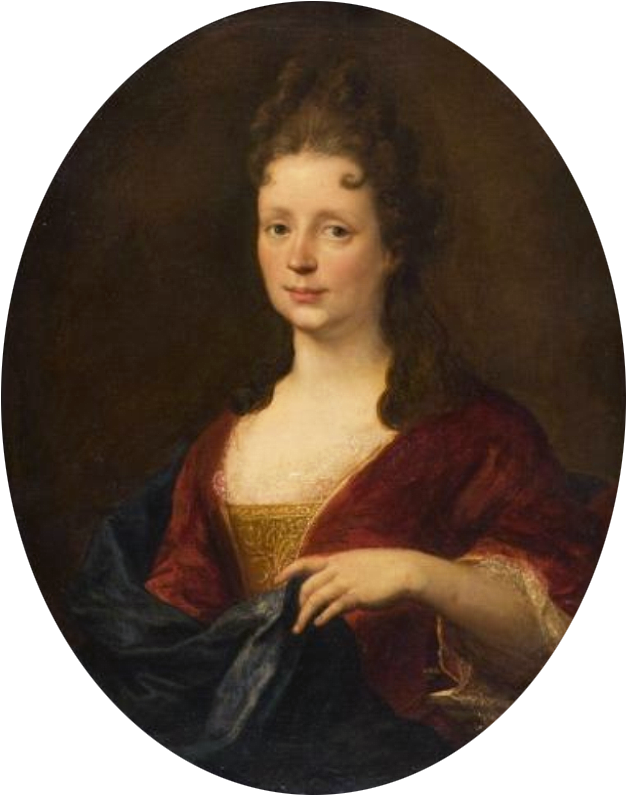
François de Troy, Louise-Adélaïde de Bourbon
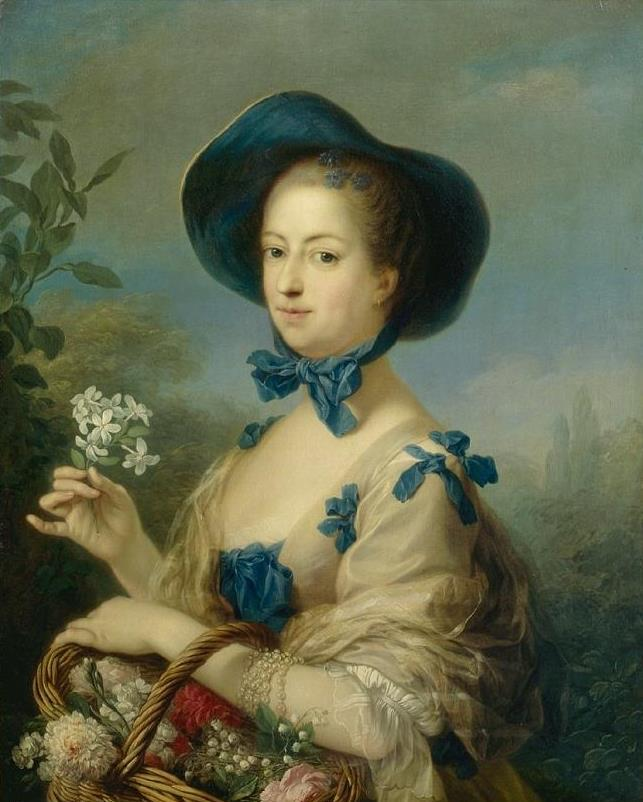
Carle van Loo, La Marquise de Pompadour
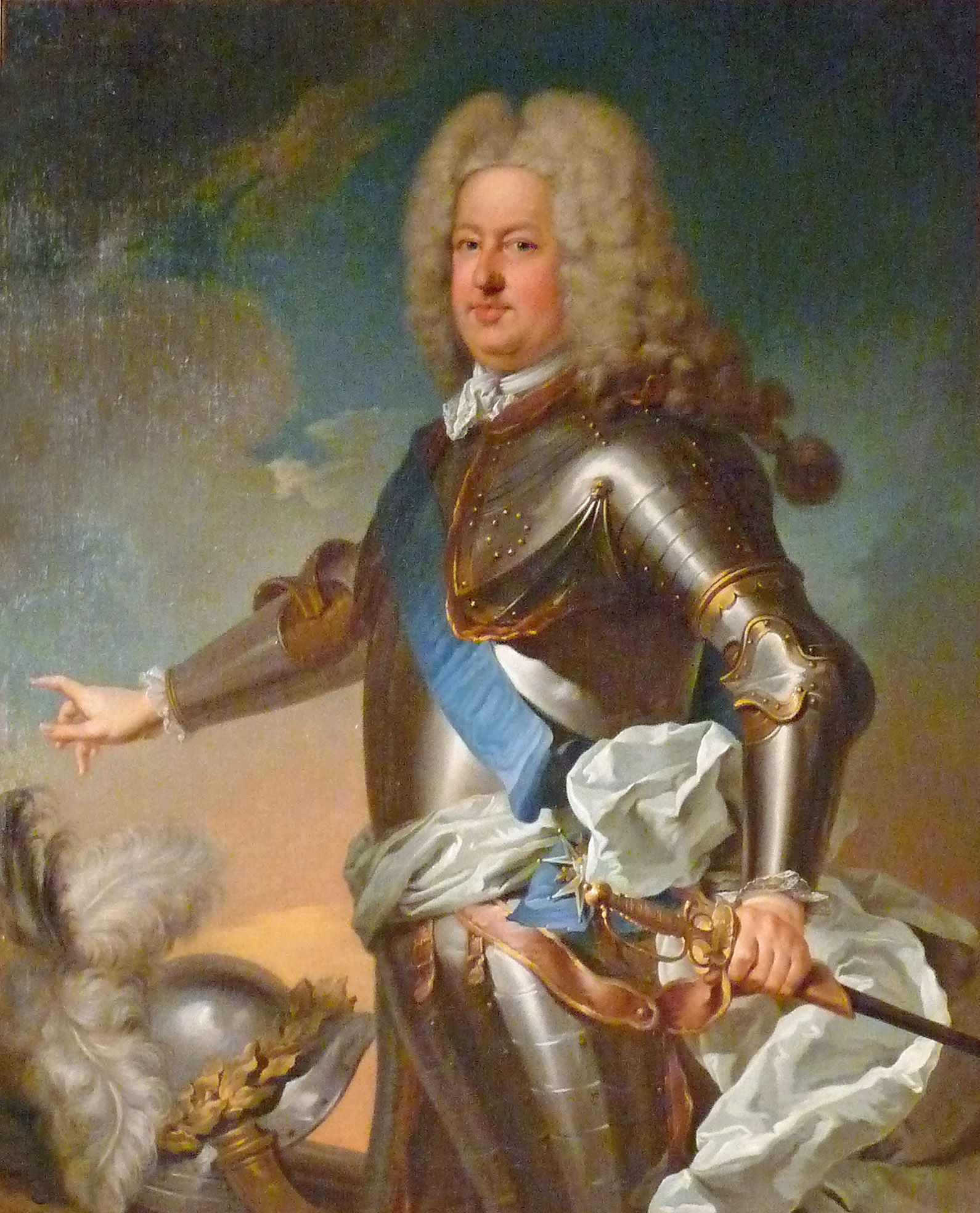
Jean-Baptiste van Loo, Stanislas Leszczynski
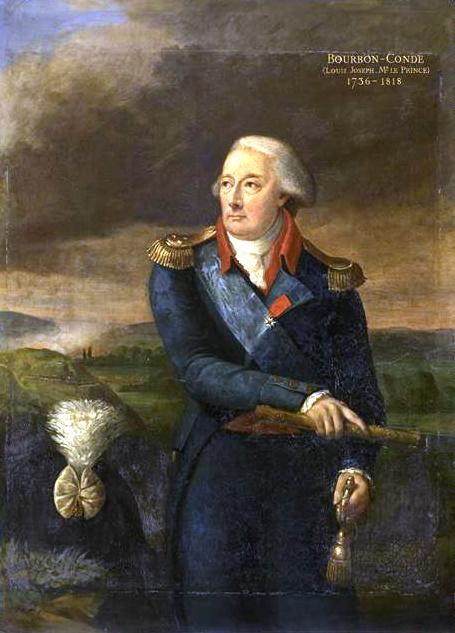
Sophie de Tott, Louis V Joseph de Bourbon-Condé, 1802
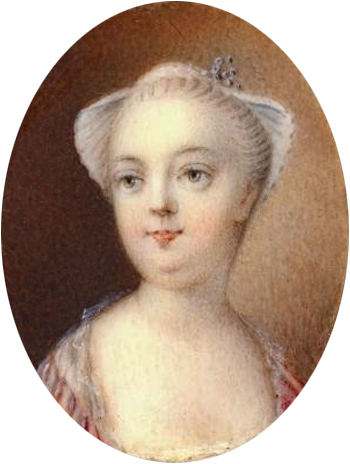
Miniature anonyme, Clotilde de France
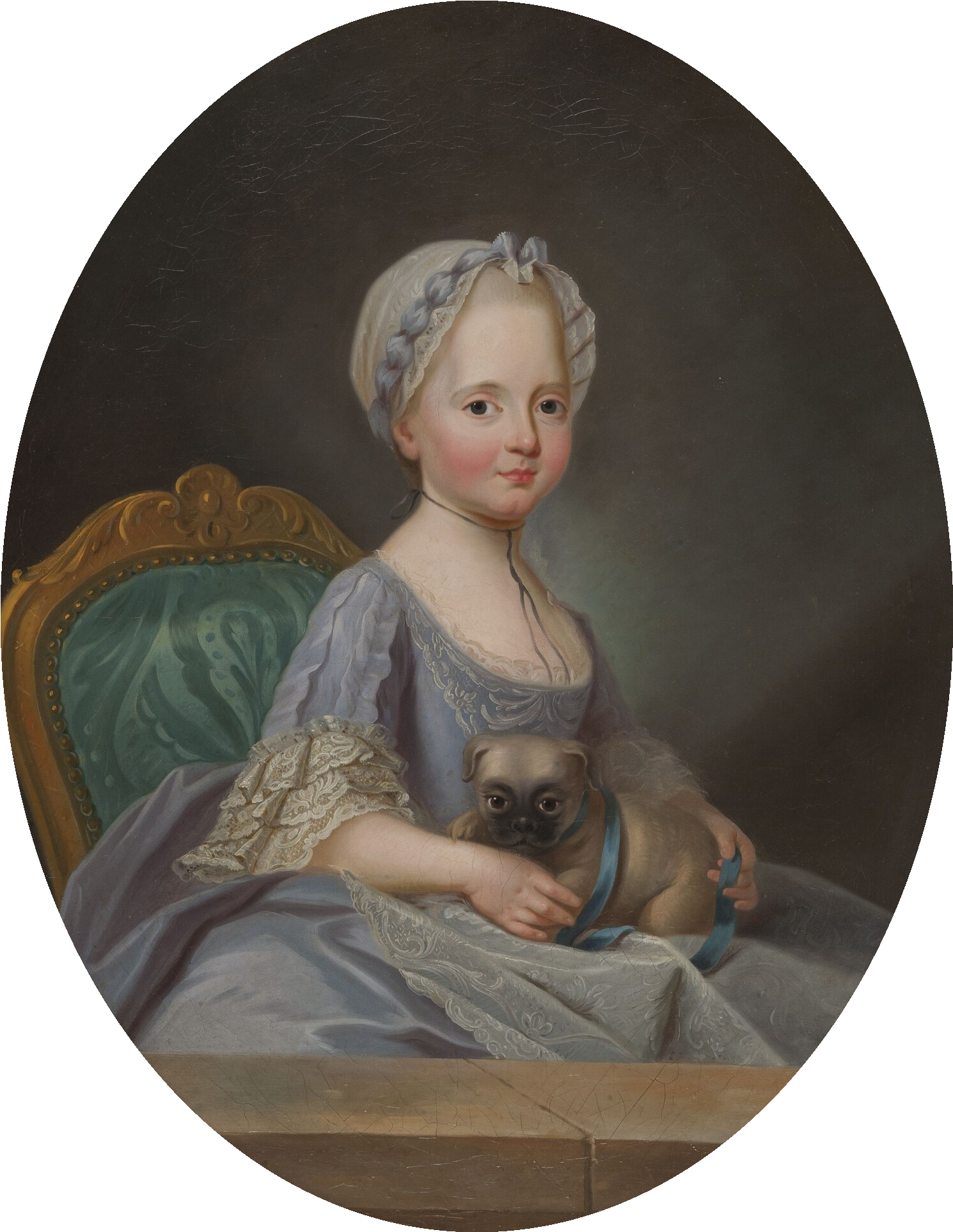
Joseph Ducreux, Élisabeth de France
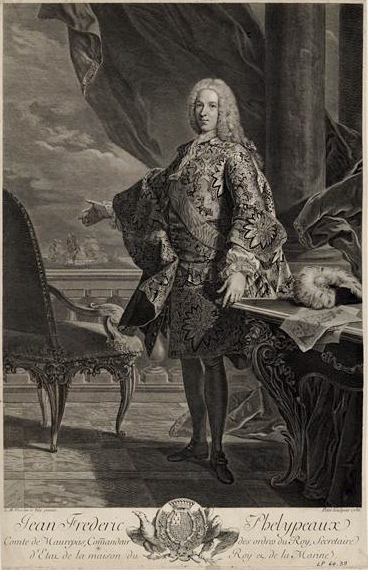
Gilles Edme Petit, Jean-Frédéric Phélypeaux de Maurepas
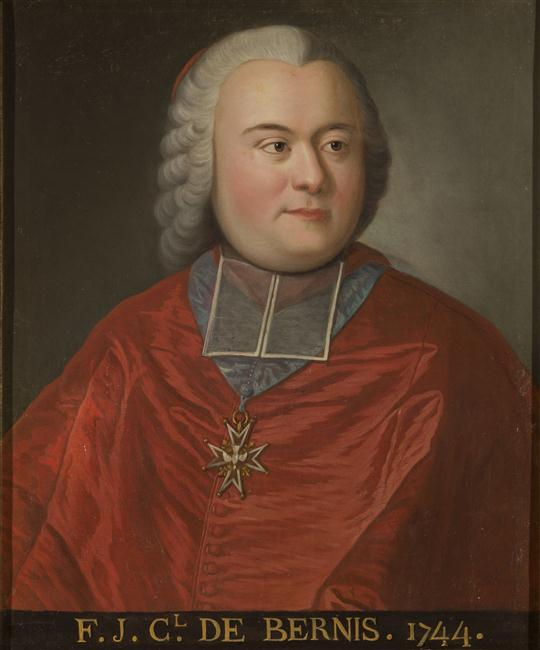
Cardinal de Bernis
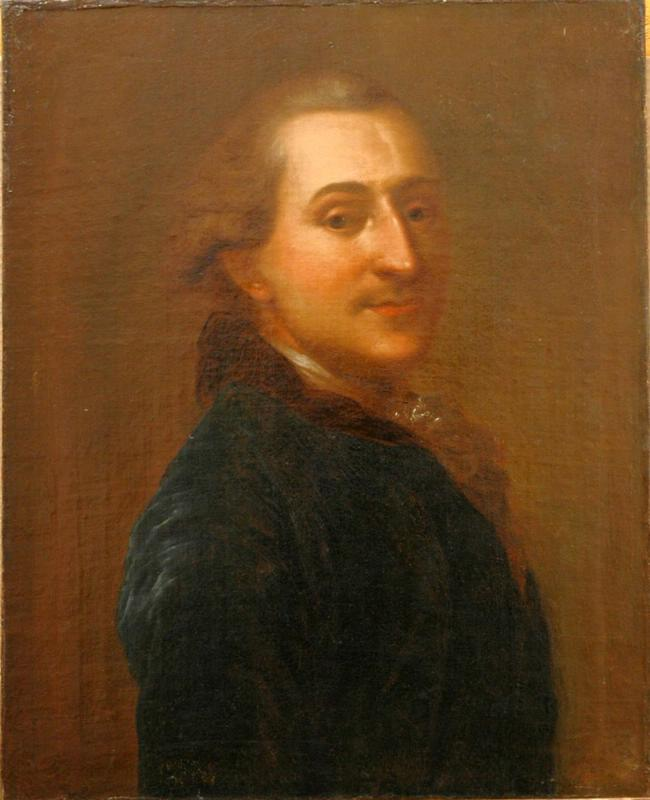
Friedrich Melchior Grimm

### Fonds d'archives
- Mémoires intéressants de Madame la marquise d'Estampes de La Ferté-Imbault, Fonds d'Étampes, Valençay et Geoffrin, cartons 25-29, Archives nationales de France.
- Extraits de Malebranche, trois volumes manuscrits de Marie-Thérèse de La Ferté-Imbault pour la duchesse de Rohan-Chabot, 1769, bibliothèque de l'Arsenal
- Fonds du château de La Ferté-Imbault, Conseil départemental du Loir-et-Cher, Blois (présentation en ligne).
- Lettre de Marie-Thérèse de La Ferté-Imbault à Jean-Baptiste de Secondat, Bibliothèque municipale de Bordeaux (consulter en ligne).